# Comuna Bonțida, Cluj
Bonțida (în maghiară Bonchida, în trad. "Podul lui Boncz [Bonț]", în germană Bruck, Bonisbruck) este o comună în județul Cluj, Transilvania, România, formată din satele Bonțida (reședința), Coasta, Răscruci și Tăușeni. Este situată în Câmpia Fizeșului din Podișul Transilvaniei, pe dreapta râului Someșul Mic.

## Etimologie
Numele comunei vine de la Benkö Boncz, unul dintre locuitorii localității de odinioară, despre care legenda spune că a construit un pod peste râul Someșul Mic, spre a stabili legătura cu armata lui Tuhutum, aflată pe malul drept al râului. Podul acela a rămas in traditia locala ca "Podul lui Boncz" (în maghiară Boncz-Hid), de unde denumirea românească de "Bonțida".

## Date geografice
Comuna Bonțida, situată la app. 35 km de Cluj-Napoca, se extinde pe o suprafață de 8.083 ha și are peste 5.050 locuitori. Comuna este compusă din satul Bonțida, reședință de comună, și satele Coasta, Răscruci și Tăușeni. Relieful este unul specific de deal, traversat de Râul Someșul Mic, pârâul Borșa, Râul Gădălin, Râul Sicu și Râul Chiriș.
Pe teritoriul acestei localități se găsesc izvoare sărate, saramura fiind întrebuințată din vechi timpuri de către localnici.

## Demografie
Componența etnică a comunei Bonțida
     Români (73,8%)
     Maghiari (9,25%)
     Romi (6,88%)
     Alte etnii (1,89%)
     Necunoscută (8,19%)
Componența confesională a comunei Bonțida
     Ortodocși (74,13%)
     Reformați (9,23%)
     Penticostali (1,66%)
     Romano-catolici (1,43%)
     Alte religii (4,66%)
     Necunoscută (8,9%)
Conform recensământului efectuat în 2021, populația comunei Bonțida se ridică la 5.191 de locuitori, în creștere față de recensământul anterior din 2011, când fuseseră înregistrați 4.856 de locuitori. Majoritatea locuitorilor sunt români (73,8%), cu minorități de maghiari (9,25%), romi (6,88%) și altele (1,83%), iar pentru 8,19% nu se cunoaște apartenența etnică. Din punct de vedere confesional, majoritatea locuitorilor sunt ortodocși (74,13%), cu minorități de reformați (9,23%), penticostali (1,66%), romano-catolici (1,43%) și altele (1,85%), iar pentru 8,9% nu se cunoaște apartenența confesională.

## Politică și administrație
Comuna Bonțida este administrată de un primar și un consiliu local compus din 13 consilieri. Primarul, Aurel Emil Cărhaț[*], de la Partidul Național Liberal, este în funcție din 2012. Începând cu alegerile locale din 2024, consiliul local are următoarea componență pe partide politice:
|  | Partid                                 | Consilieri | Componența Consiliului | Componența Consiliului | Componența Consiliului | Componența Consiliului | Componența Consiliului |
|  | -------------------------------------- | ---------- | ---------------------- | ---------------------- | ---------------------- | ---------------------- | ---------------------- |
|  | Partidul Național Liberal              | 5          |                        |                        |                        |                        |                        |
|  | Uniunea Democrată Maghiară din România | 3          |                        |                        |                        |                        |                        |
|  | Partidul Puterii Umaniste              | 2          |                        |                        |                        |                        |                        |
|  | Partidul Social Democrat               | 1          |                        |                        |                        |                        |                        |
|  | Alianța pentru Unirea Românilor        | 1          |                        |                        |                        |                        |                        |
|  | Gădălean Adrian-Iulian                 | 1          |                        |                        |                        |                        |                        |

### Evoluție istorică
De-a lungul timpului populația comunei a evoluat astfel:
Bonțida - evoluția demografică

|  | Graficele sunt indisponibile din cauza unor probleme tehnice. Mai multe informații se găsesc la Phabricator și la wiki-ul MediaWiki. |

Date: Recensăminte sau birourile de statistică - grafică realizată de Wikipedia

## Istoric
Localitatea Bonțida apare menționată pentru prima dată în 1263 ca Terra Bonchhyda, ulterior devenind un cunoscut târg și centru de comitat, cu rang de oppidum.

## Date arheologice
1. Pe locul "Podărie" (Pados), între Someș și "Valea Gădălinului" (Gyéres);Tip sit: așezare ; Descoperiri:
- așezare; datare repertoriu: eneolitic[12]
- neprecizat - obiecte de piatră; datare repertoriu: eneolitic; colecția E. Orosz, Cluj
- ceramică - fragmente; datare repertoriu: eneolitic; colecția E. Orosz, Cluj

2. Pe locul "Verveghiu" (Vérvölgy);Tip sit: neprecizat; Descoperiri:
- topor - din aramă, cu două tăișuri în cruce; datare repertoriu: bronz timpuriu
- ceramică - urnă; datare repertoriu: Hallstatt

3. Biserica reformată ;Tip sit: biserică ; Descoperiri:
- biserică - Biserică reformată cu două nave. Clădire de tipul bisericilor de predicator. Capitele cubice au un aspect cu câteva decenii mai arhaice.; datare repertoriu: epoca medievală, secolul XIII [13].

## Economie

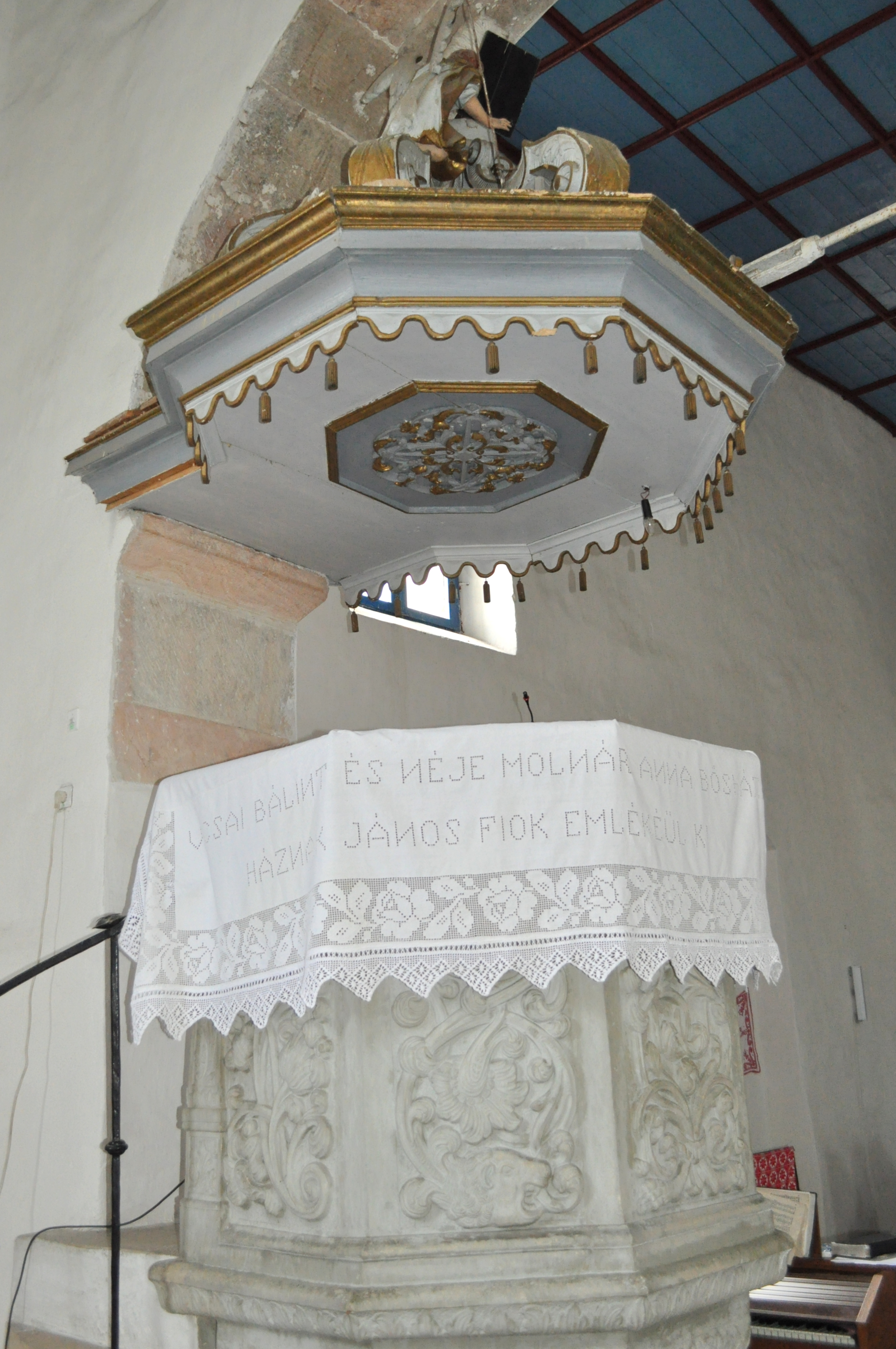
Amvonul bisericii reformate, opera lui David Șipoș (1720)

În satul Bonțida există stație de cale ferată, herghelie, fermă de creștere a porcinelor și topitorie de cânepă.

## Lăcașuri de cult
- Biserica Reformată-Calvină din secolul al XVII-lea (fundații din sec. XII-XIII), cu refaceri ulterioare și cu amvon din 1720, construit de David Șipoș.
- Biserica Romano-Catolică.

## Asociații culturale
- Liga Oamenilor de Cultură Bonțideni

## Obiective turistice
- Castelul Bánffy cu turnuri rotunde la colțuri, construit în 1652 după planurile arhitectului Agostino Serena, modificat și amplificat în stil baroc de arhitectul J. Fischer von Erlach după 1750 și amplificat din nou, cu o nouă aripă, în 1850 de arhitectul Anton Kagerbauer.
- Conacul „Dujardin” (secolele XVIII-XIX) din satul Coasta.
- Biserica reformată din Răscruci
- Dealurile Clujului de Est (sit de importanță comunitară inclus în rețeaua europeană Natura 2000 în România)

## Personalități
- Miklós Bánffy (1873 - 1950), politician în Austro-Ungaria;
- Ștefan Emilian (1819 – 1899), matematician, arhitect, profesor universitar;
- Lajos Farkas⁠(d) (1841 – 1921), jurist, profesor universitar;
- Albert Wass (1908 - 1998), scriitor maghiar;
- Zoltán Kallós (1926 - 2018), folclorist;
- Iosif Szasz (n. 1932), demnitar comunist;
- Dorel Vișan (n. 1937), actor;
- Alexandru Chira (1947 - 2011), artist plastic, profesor universitar.

## Galerie de imagini

Comuna Bonțida și satele componente
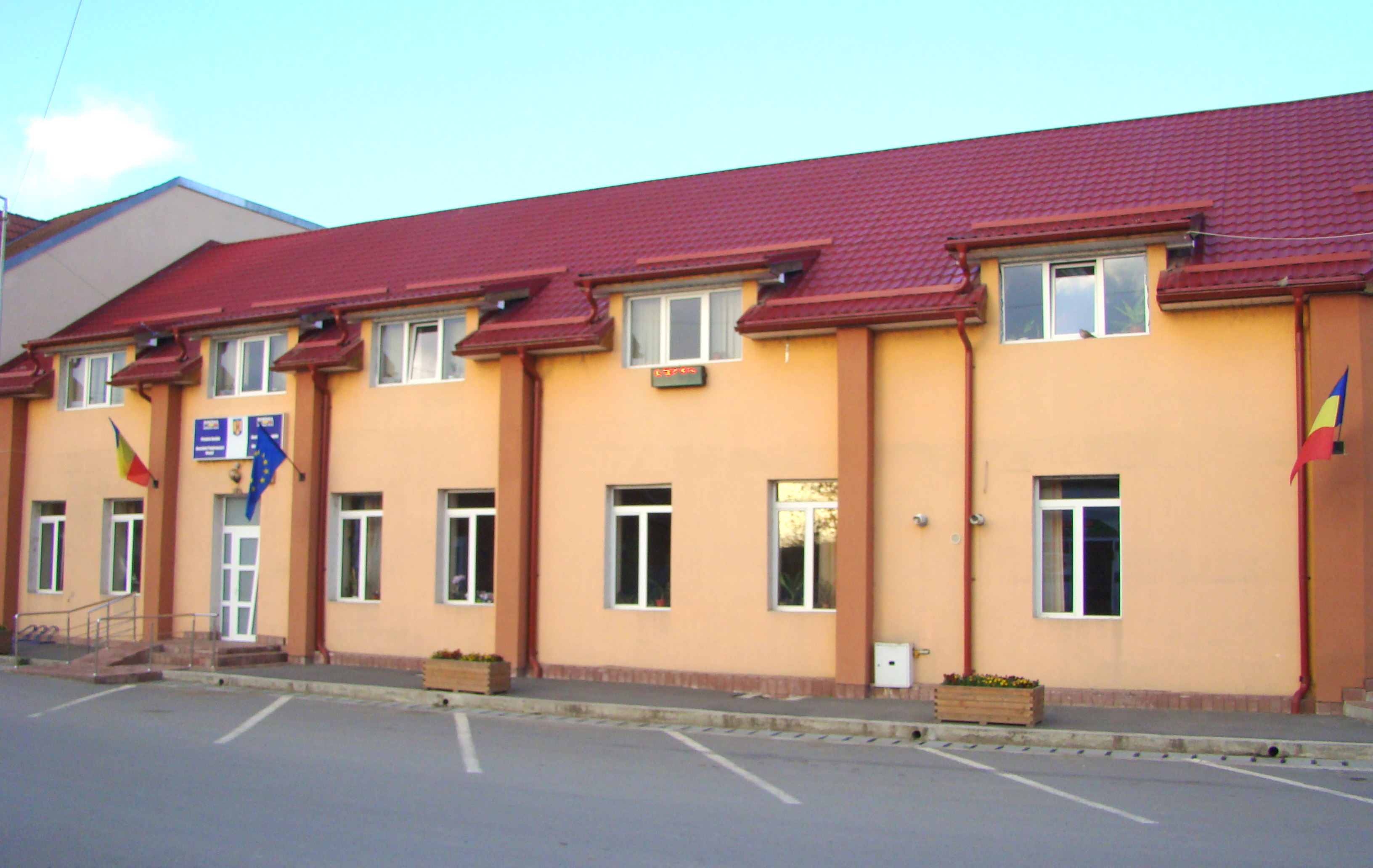
Primăria comunei
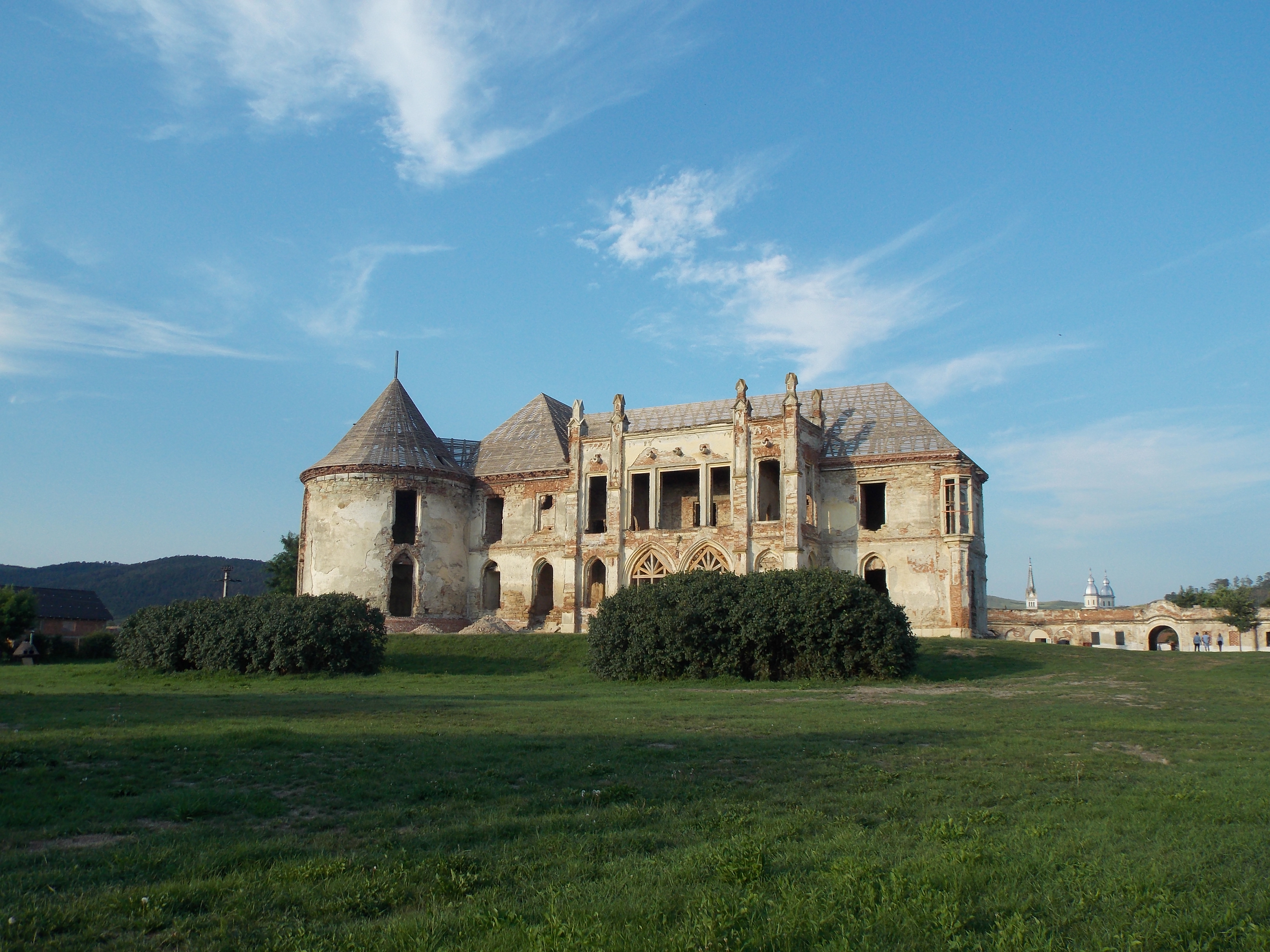
Castelul Bánffy de la Bonțida
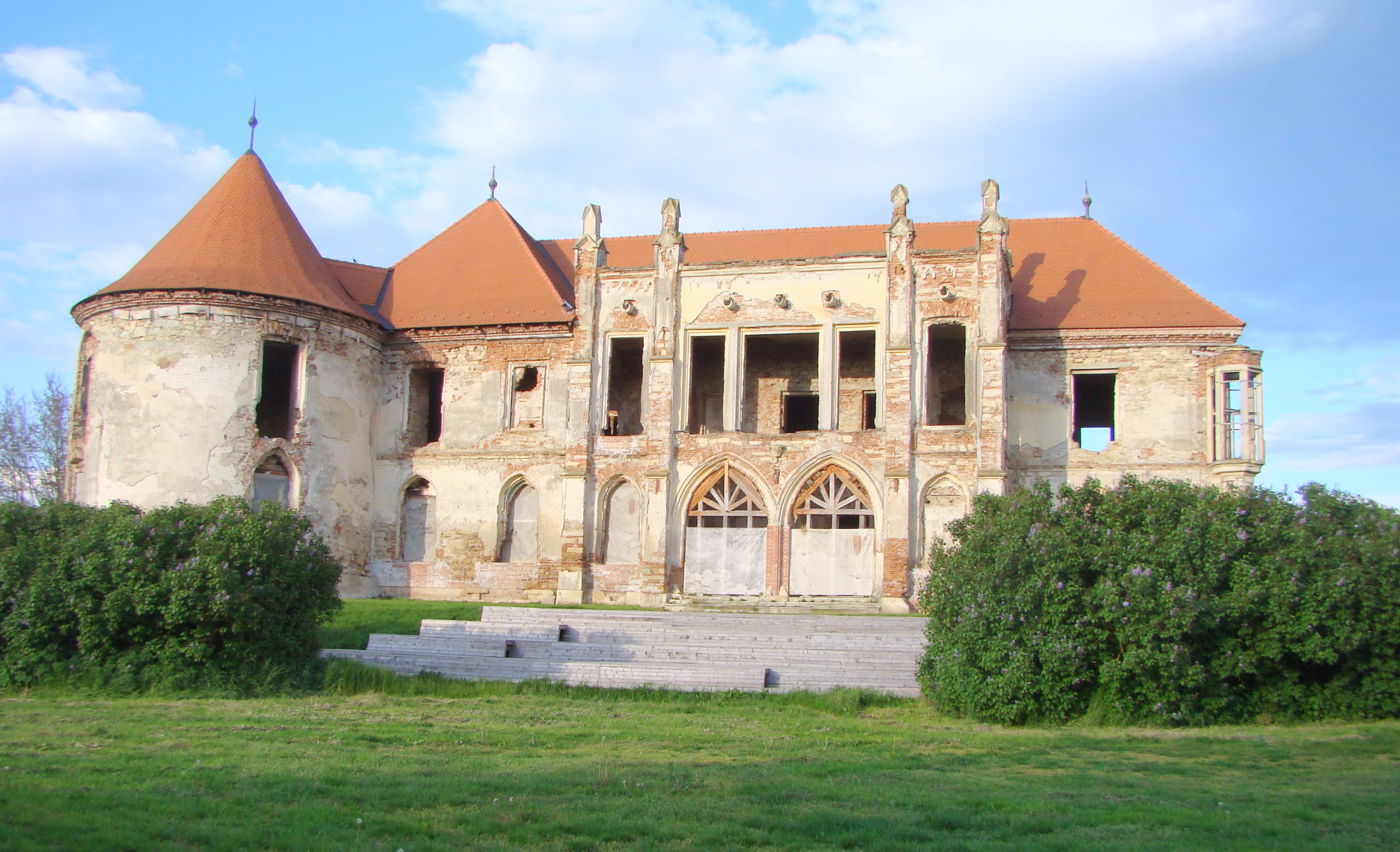
Castelul Bánffy de la Bonțida
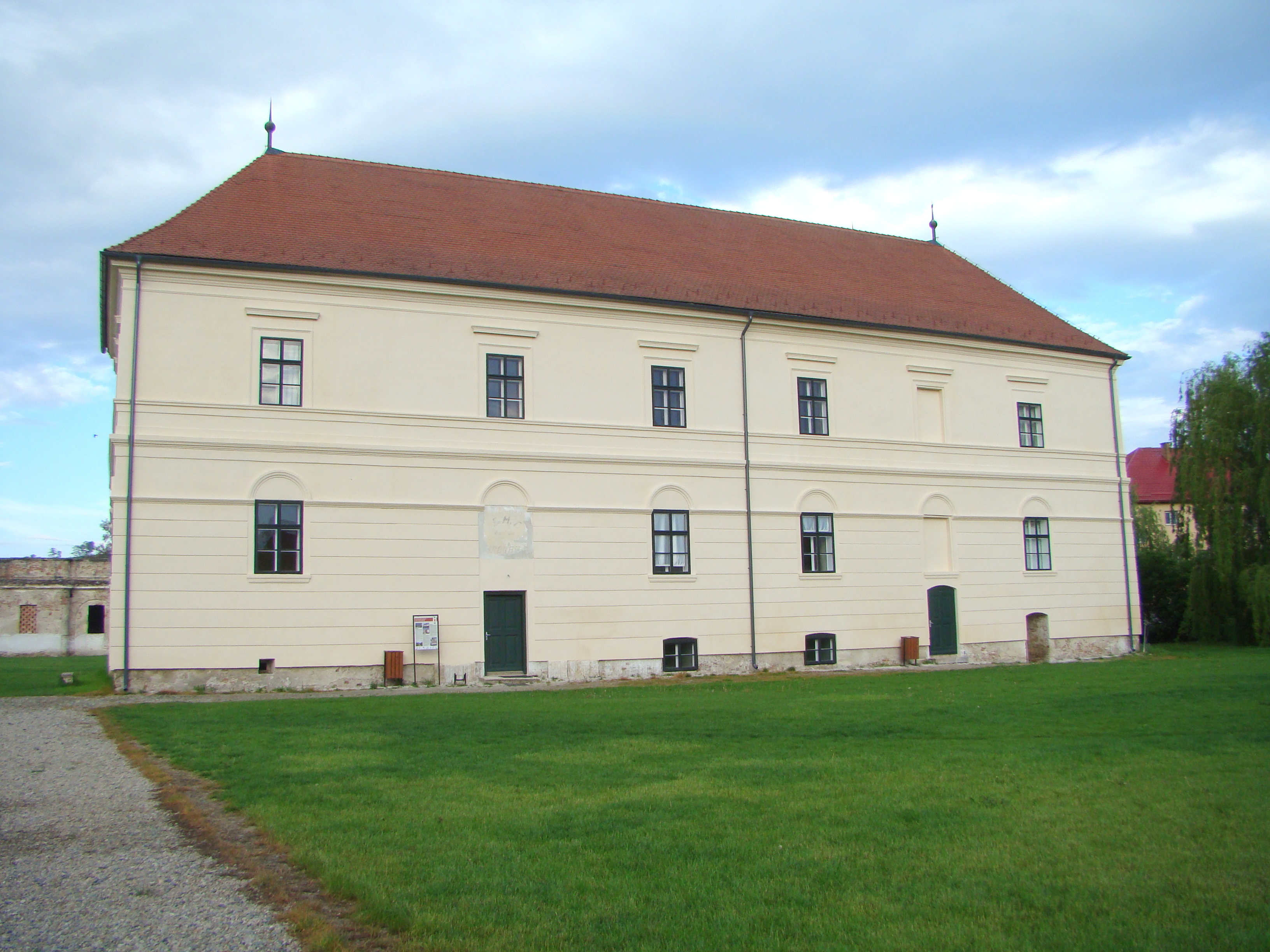
Castelul Bánffy de la Bonțida (Clădirea "Miklós")
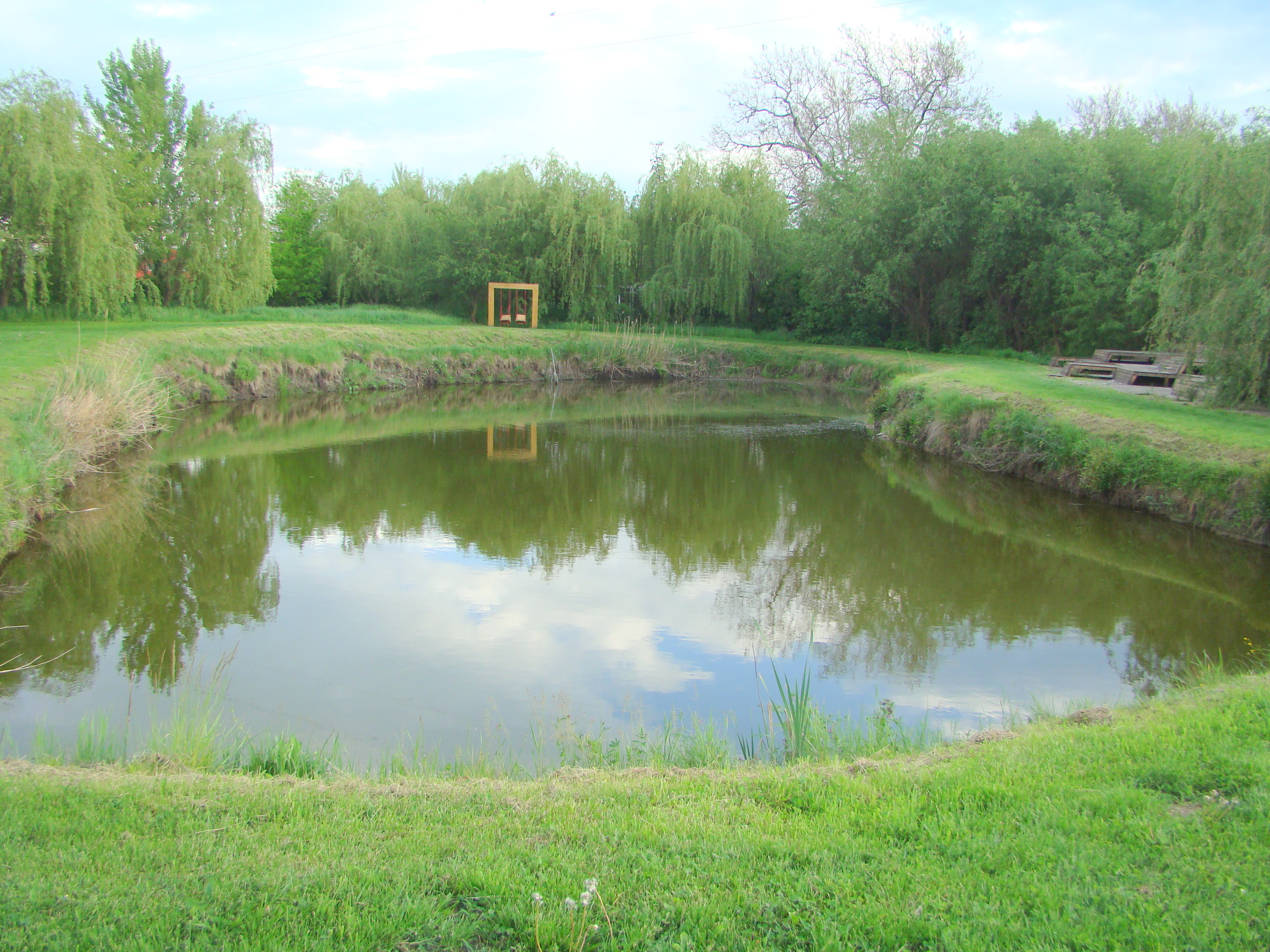
Castelul Bánffy de la Bonțida (Parcul)
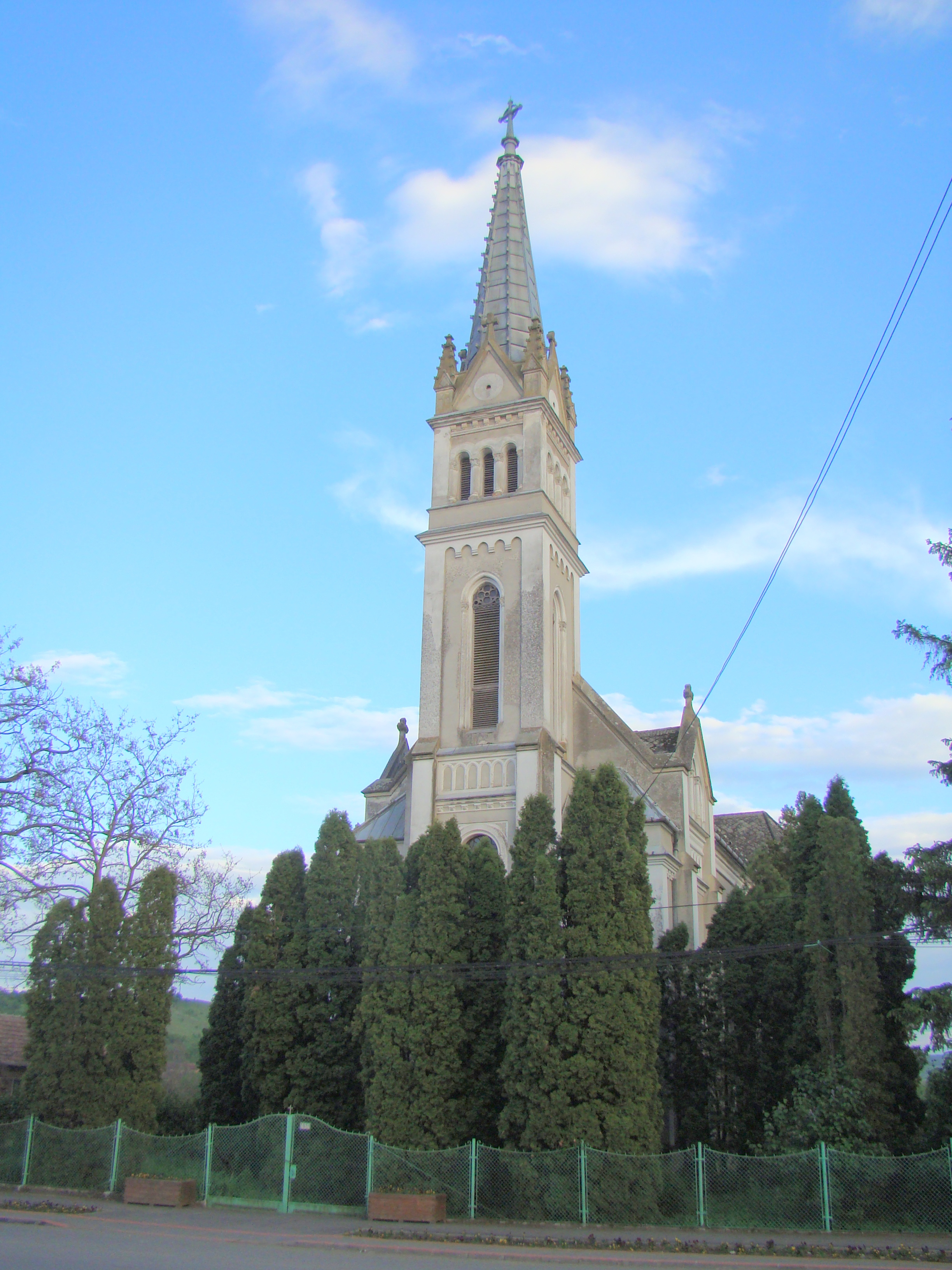
Biserica romano-catolică Bonțida
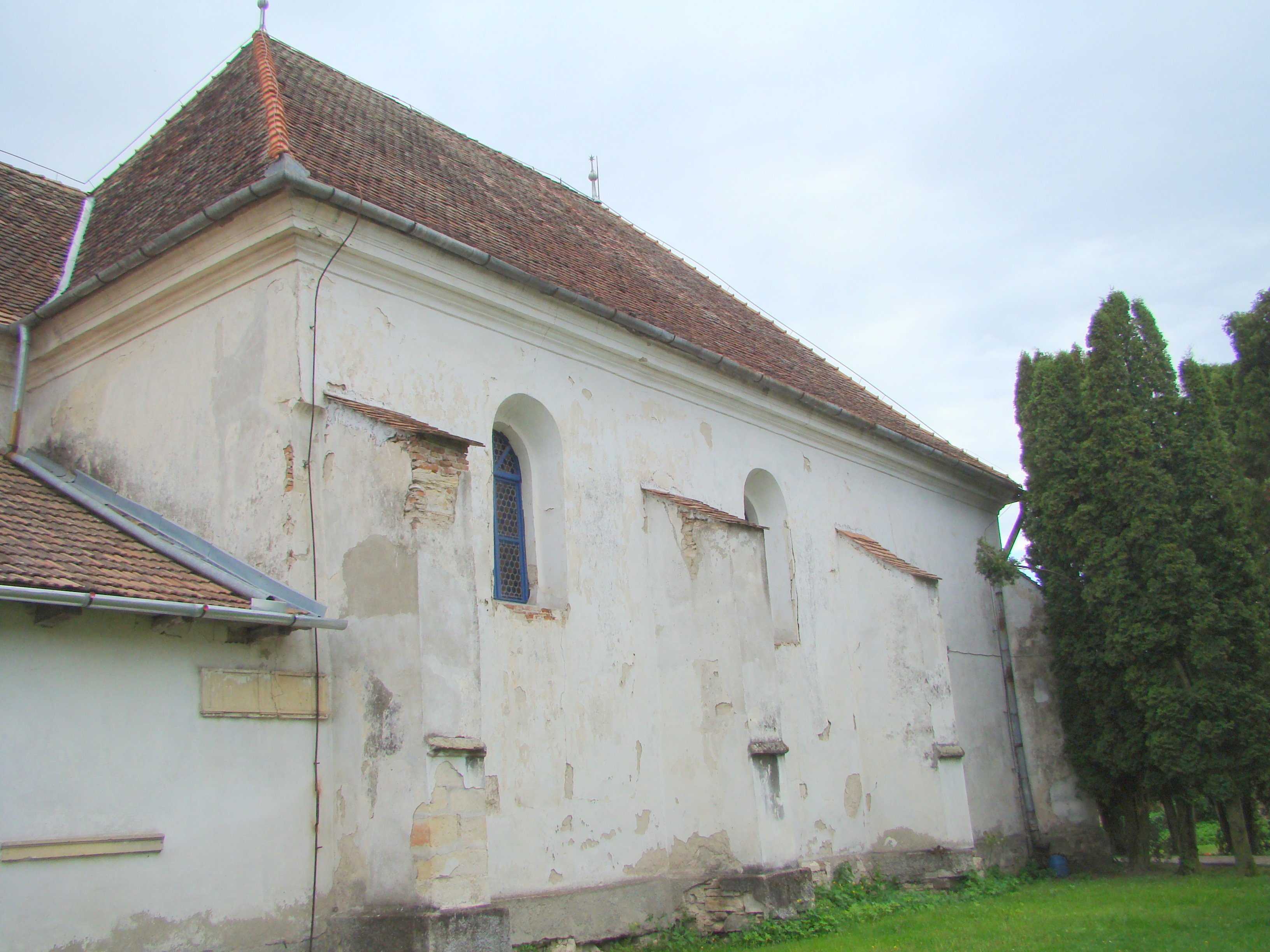
Biserica reformată (monument istoric)
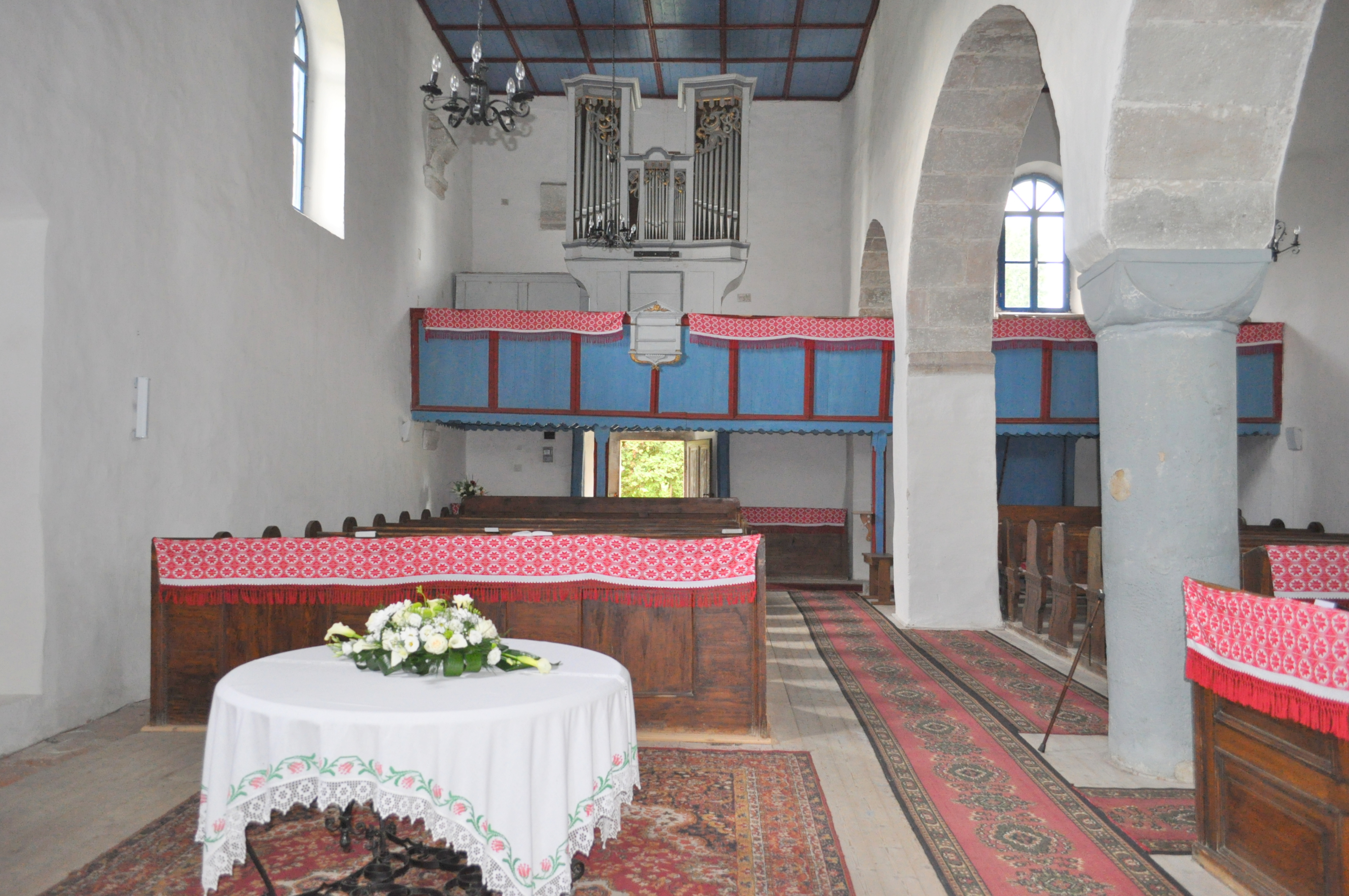
Interiorul bisericii reformate
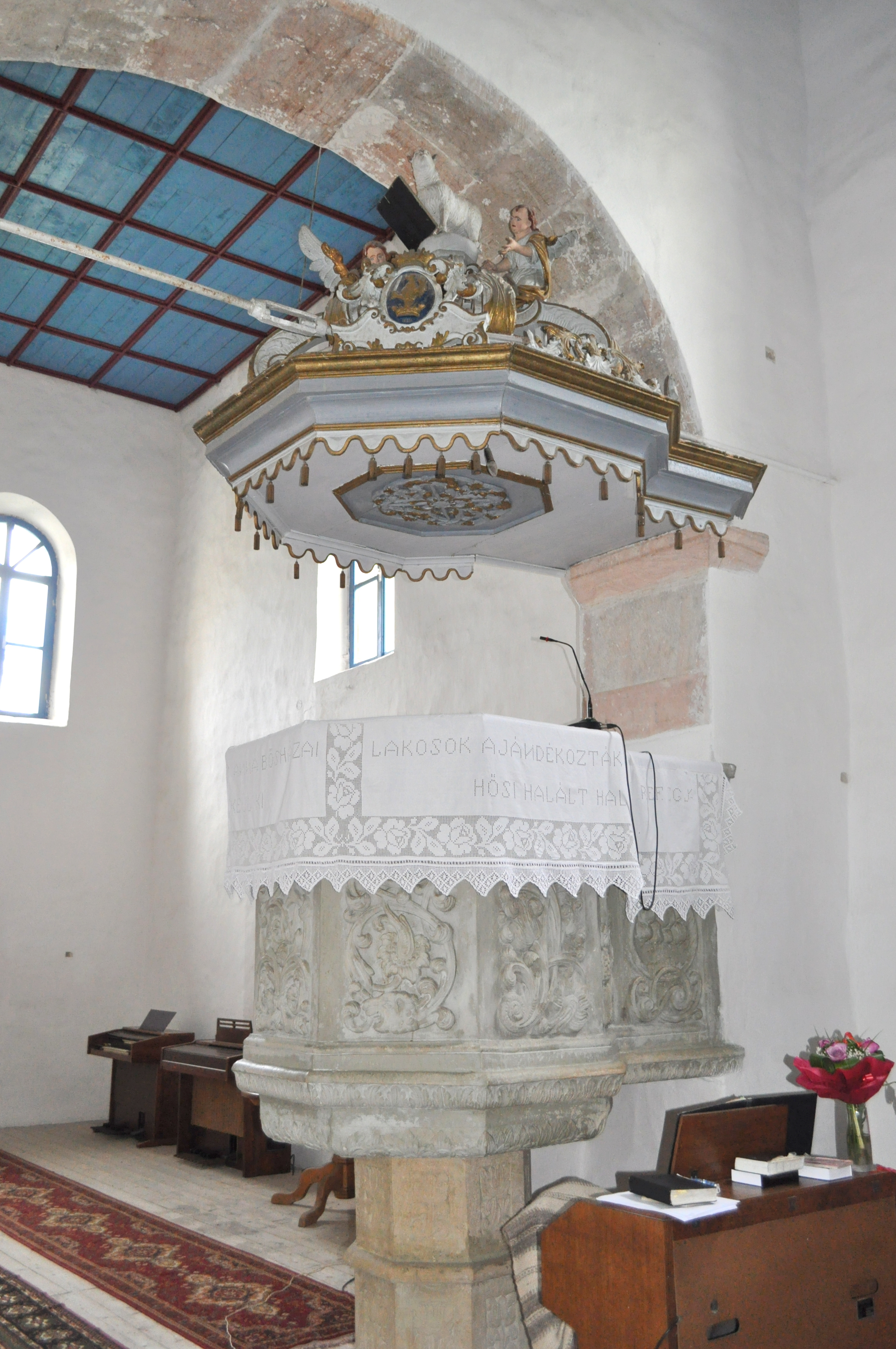
Amvonul
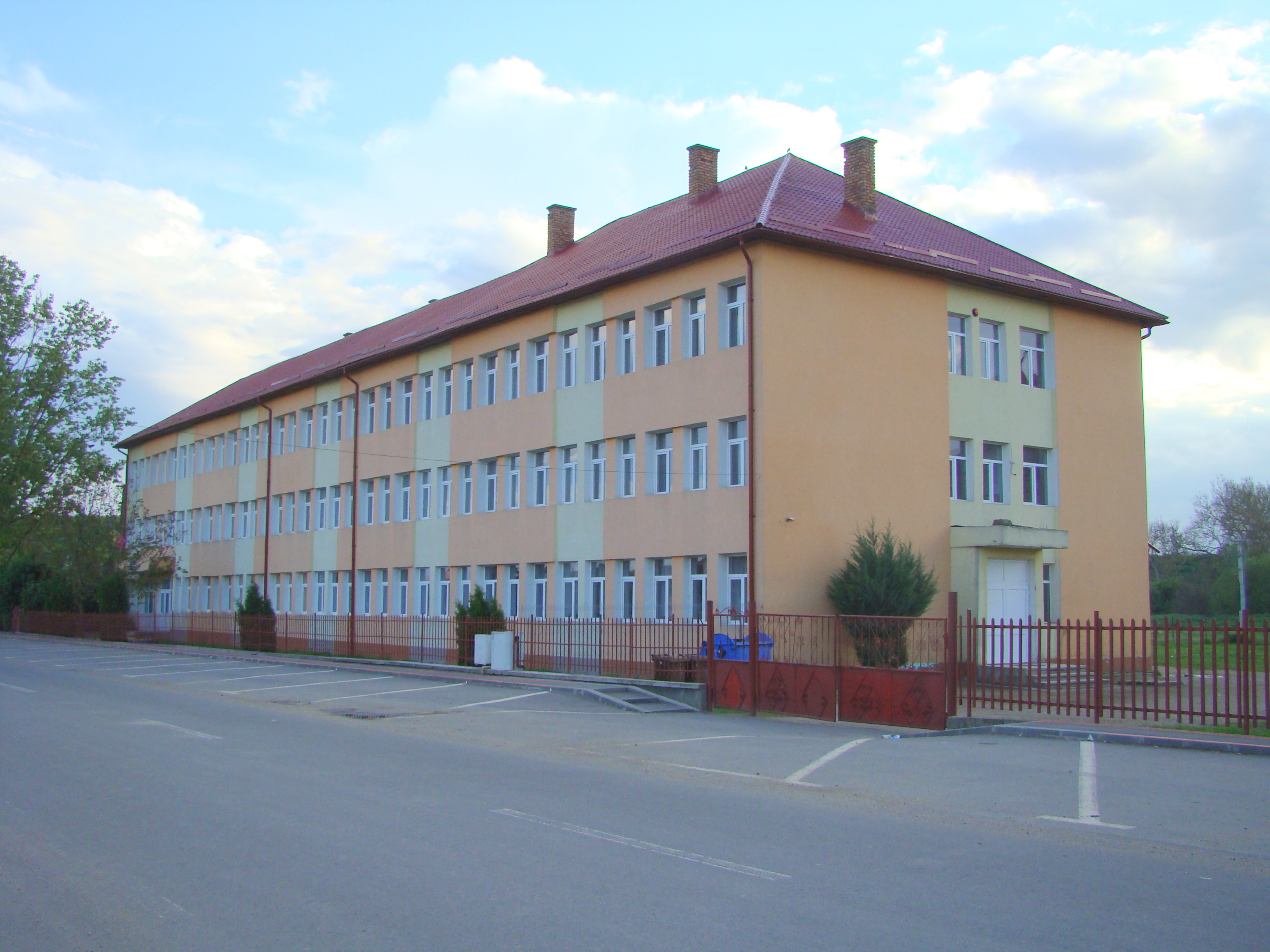
Școala
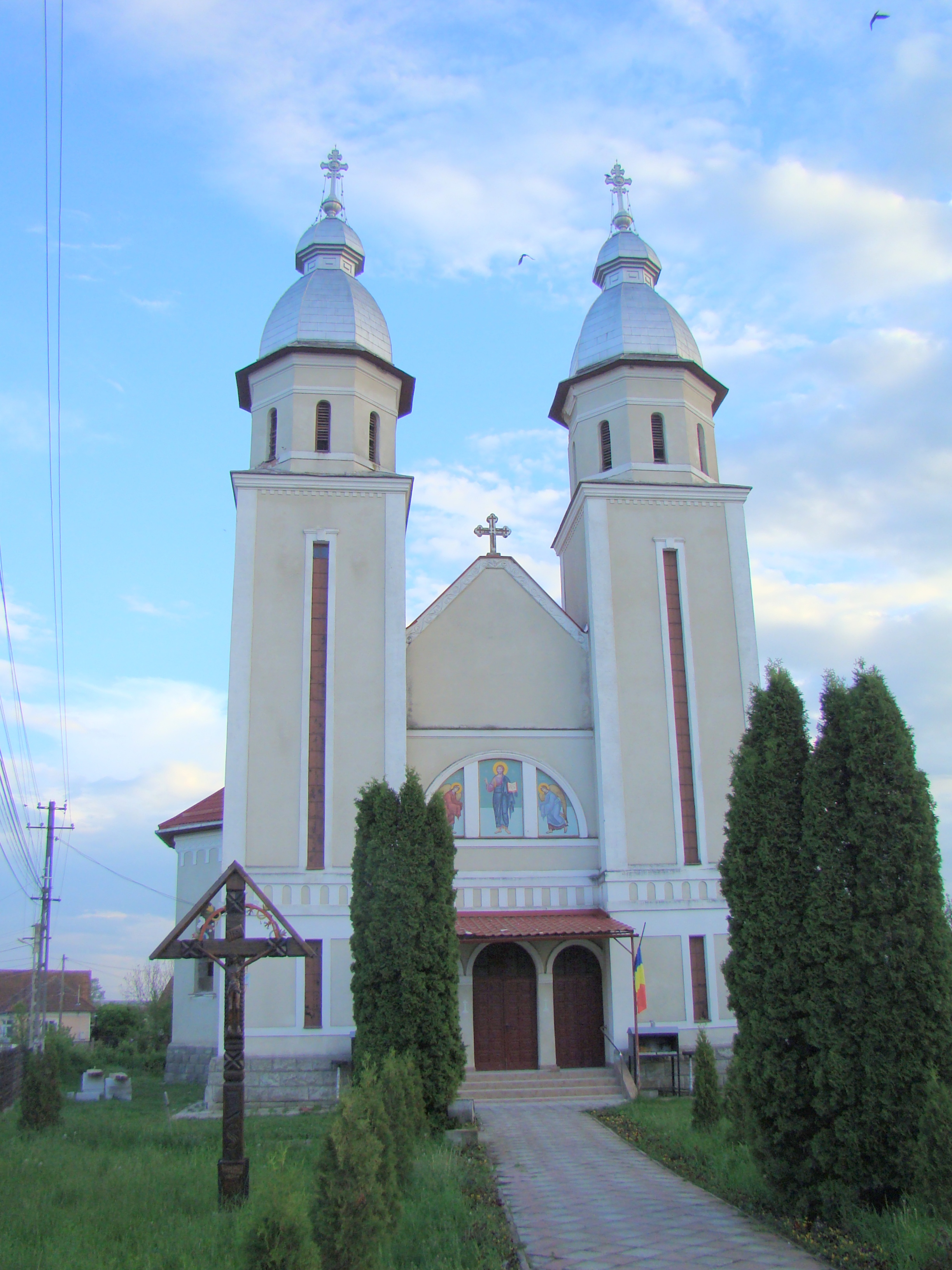
Biserica ortodoxă din Bonțida
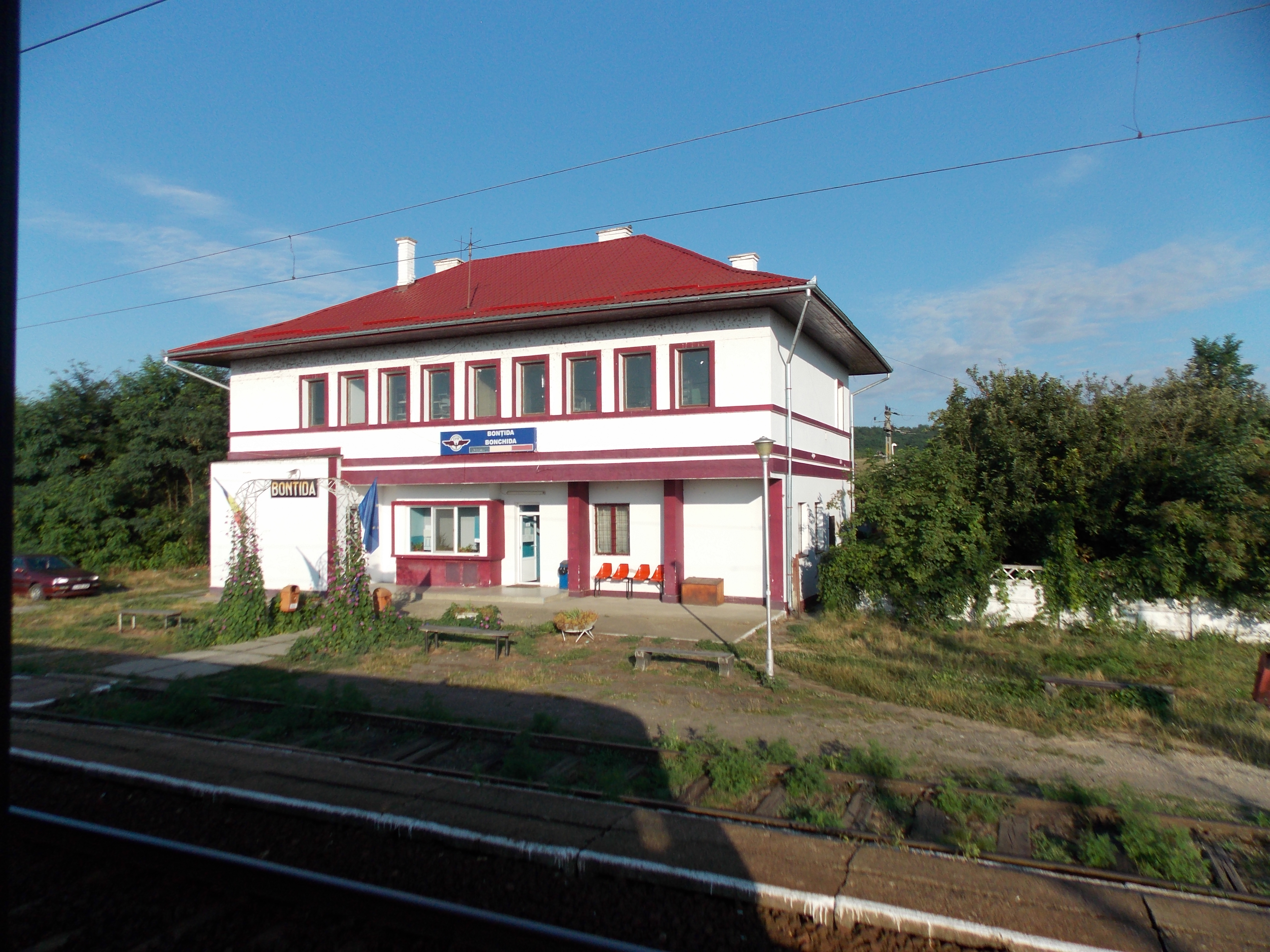
Gara CFR Bonțida
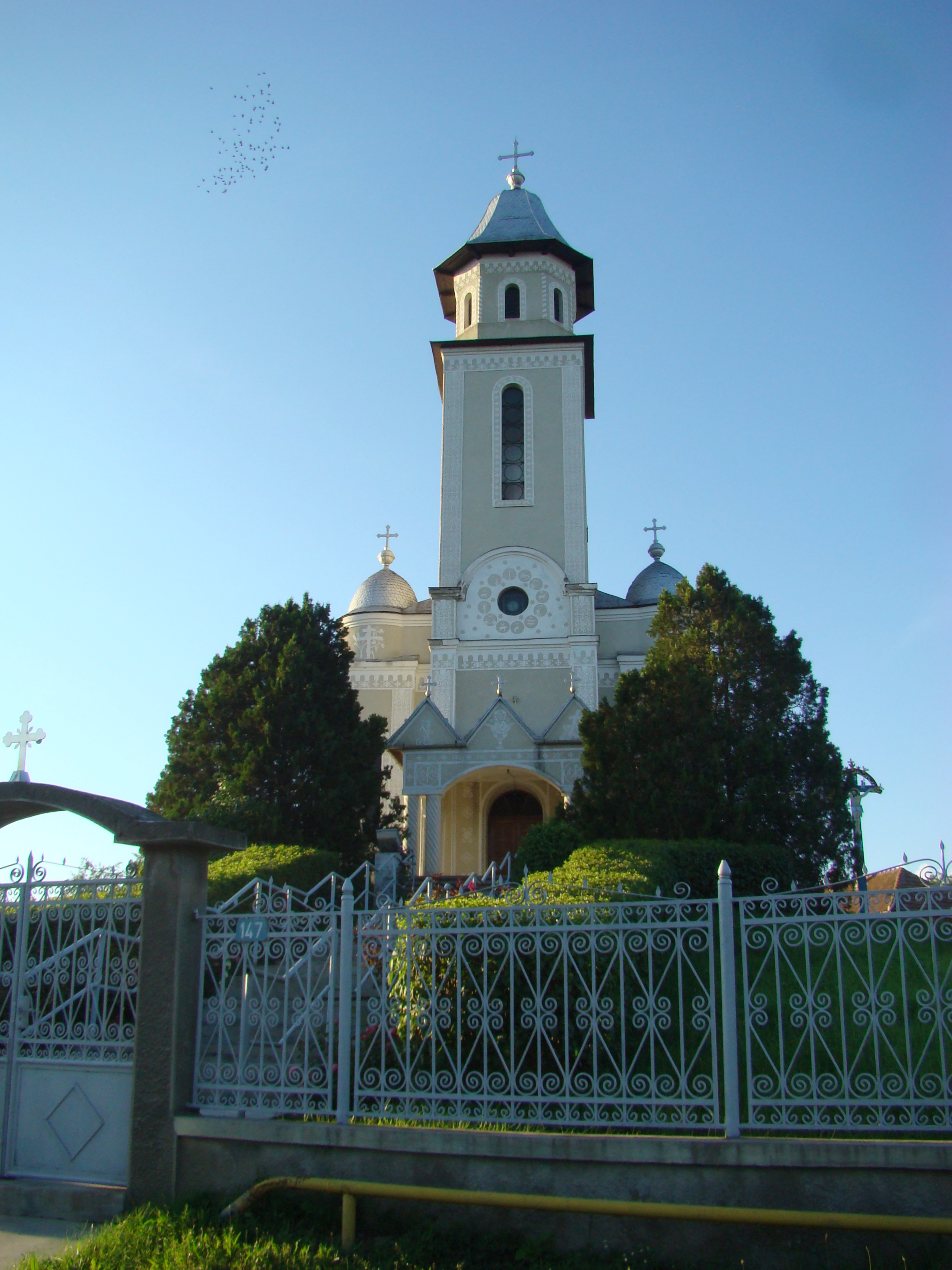
Biserica ortodoxă din satul Răscruci
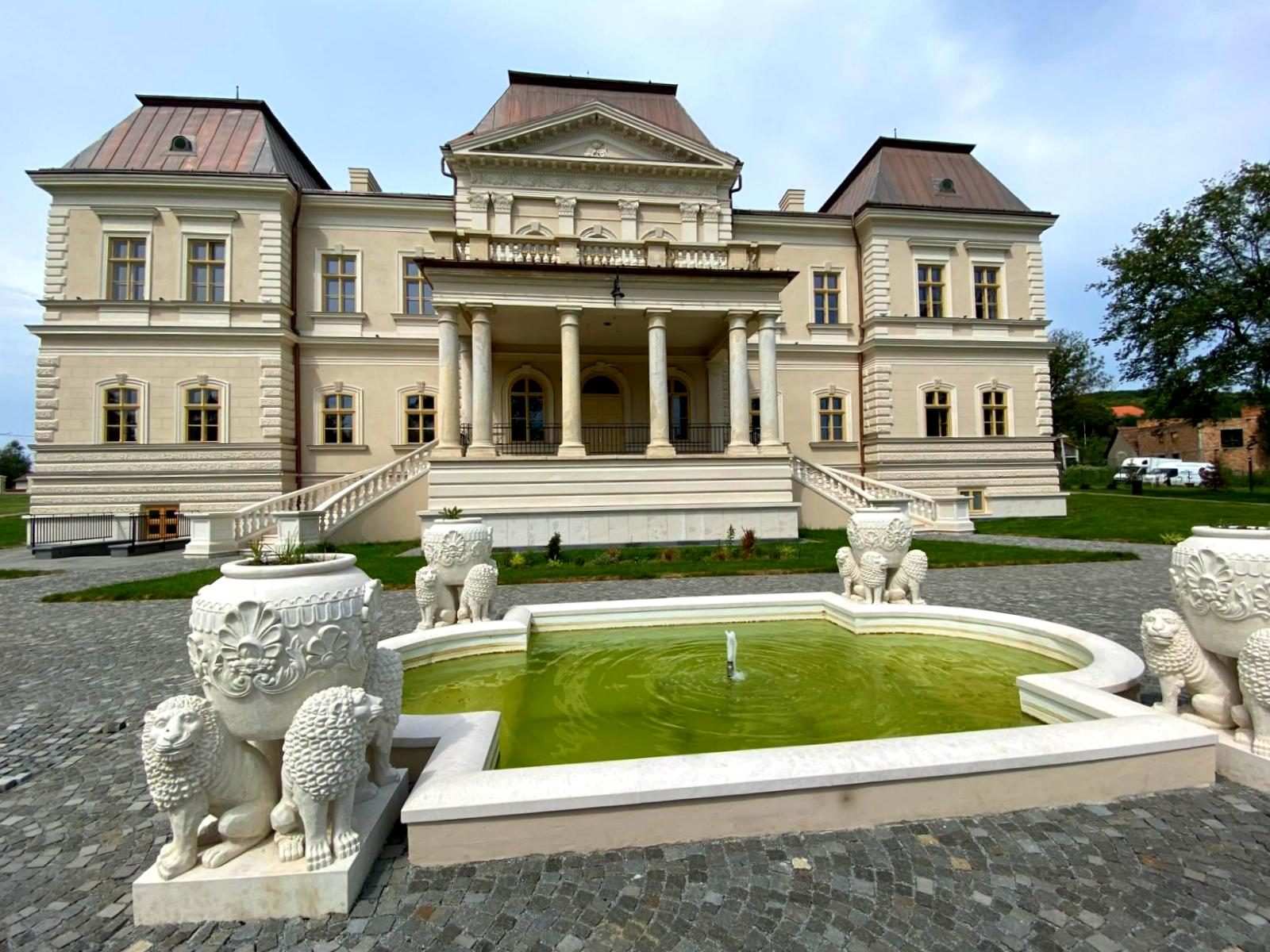
Castelul Bánffy din Răscruci (monument istoric)
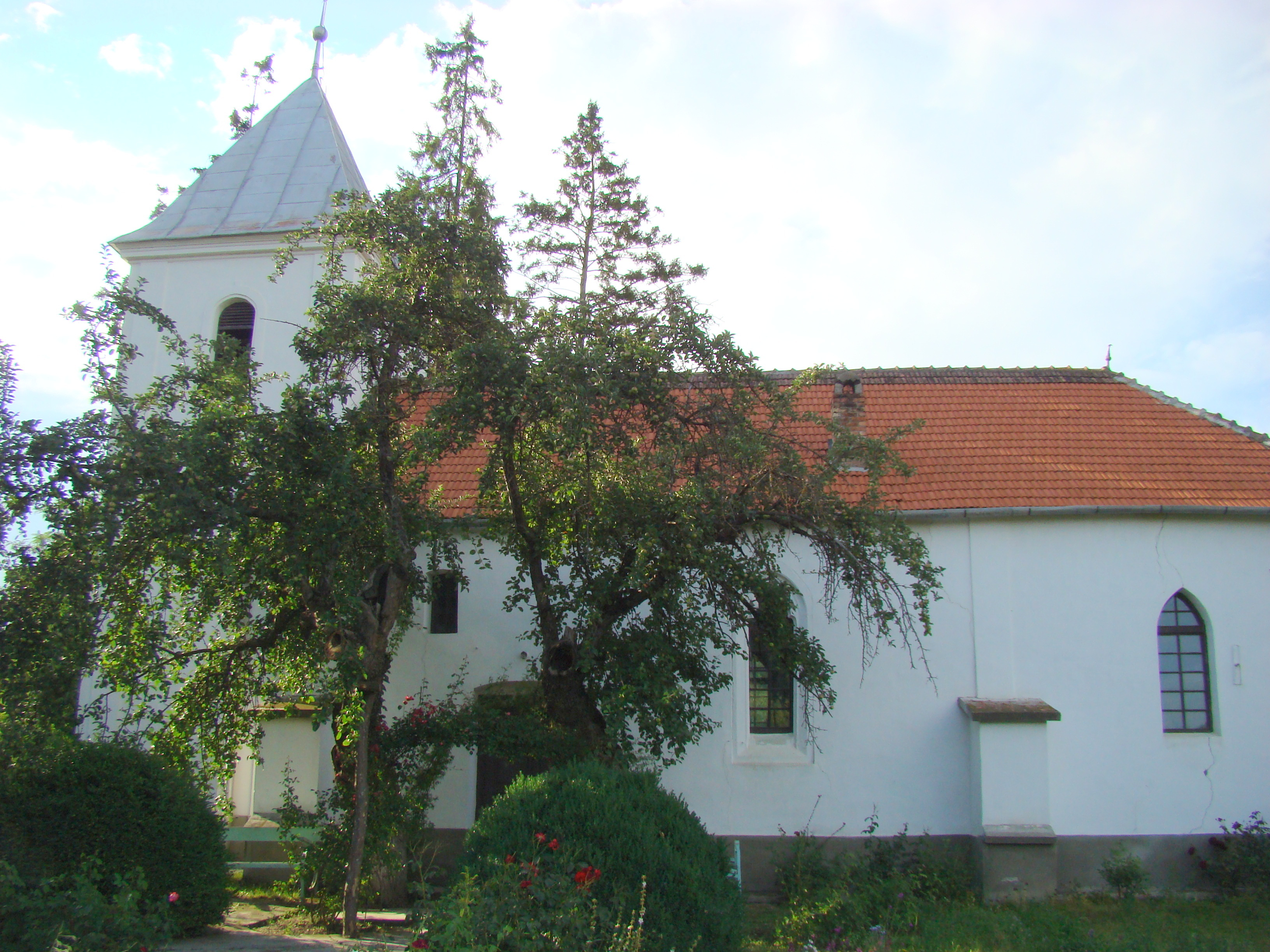
Biserica reformată din satul Răscruci (monument istoric)
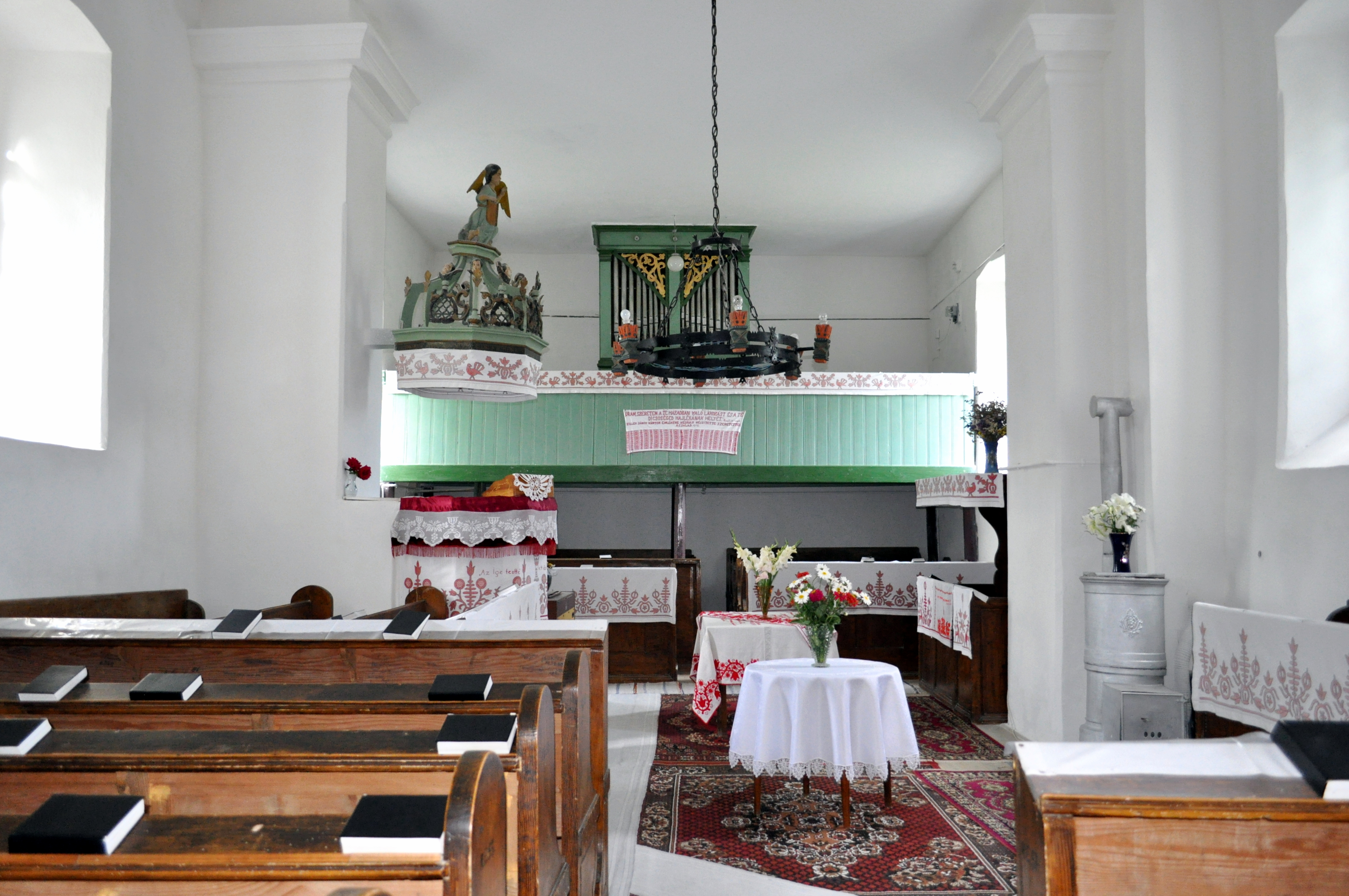
Interiorul bisericii reformate
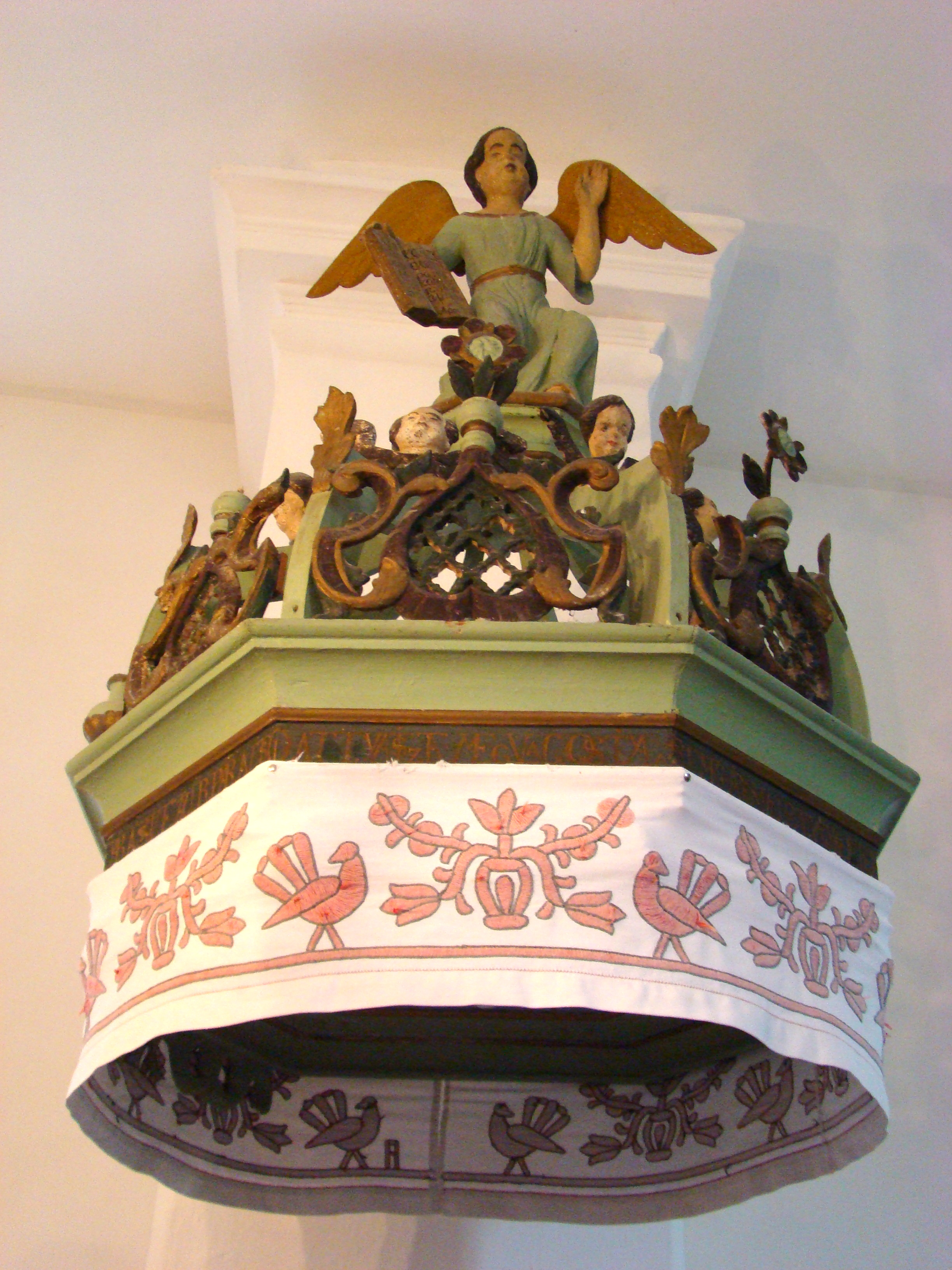
Coroana amvonului
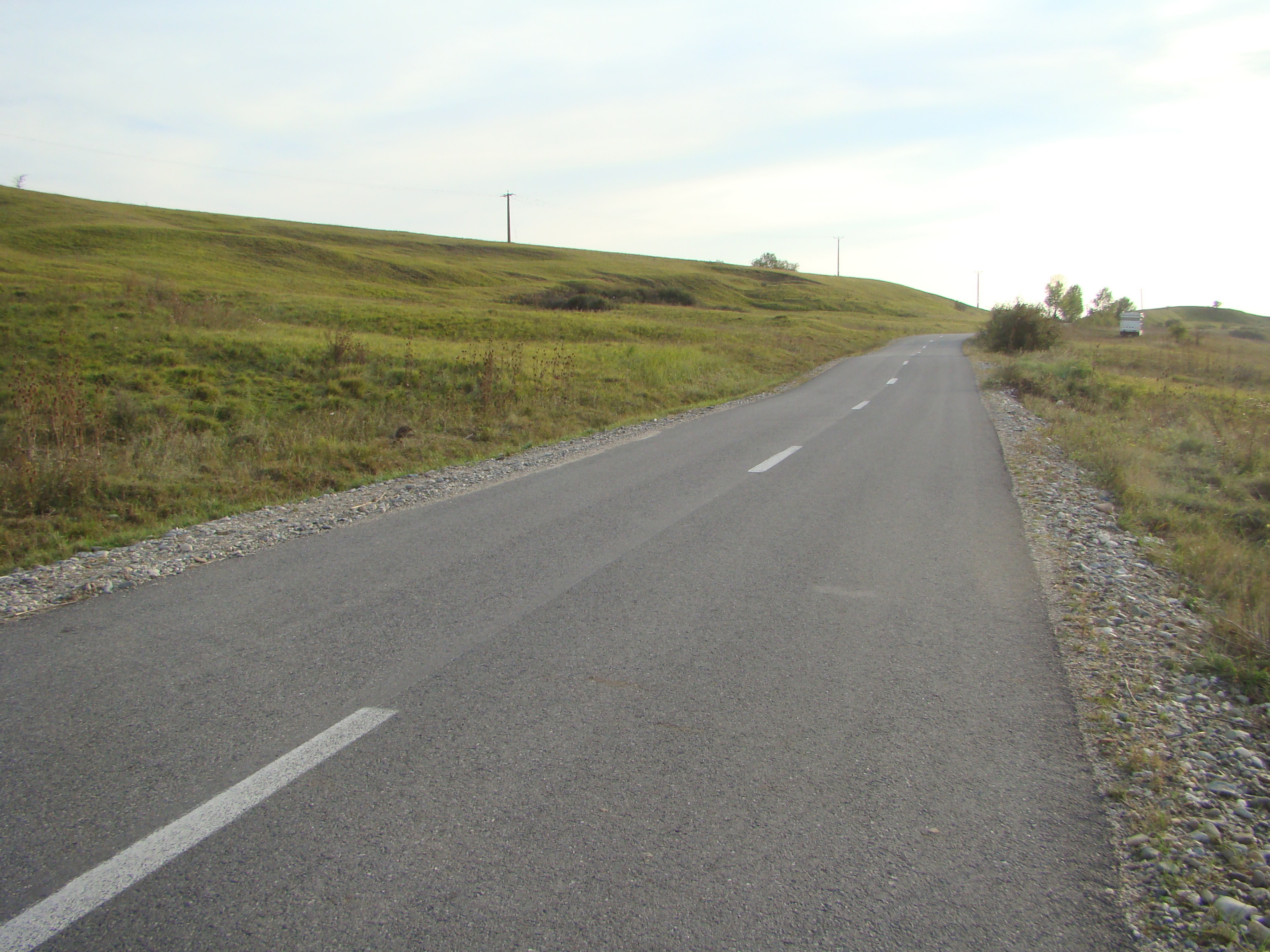
Drumul Vișea-Coasta
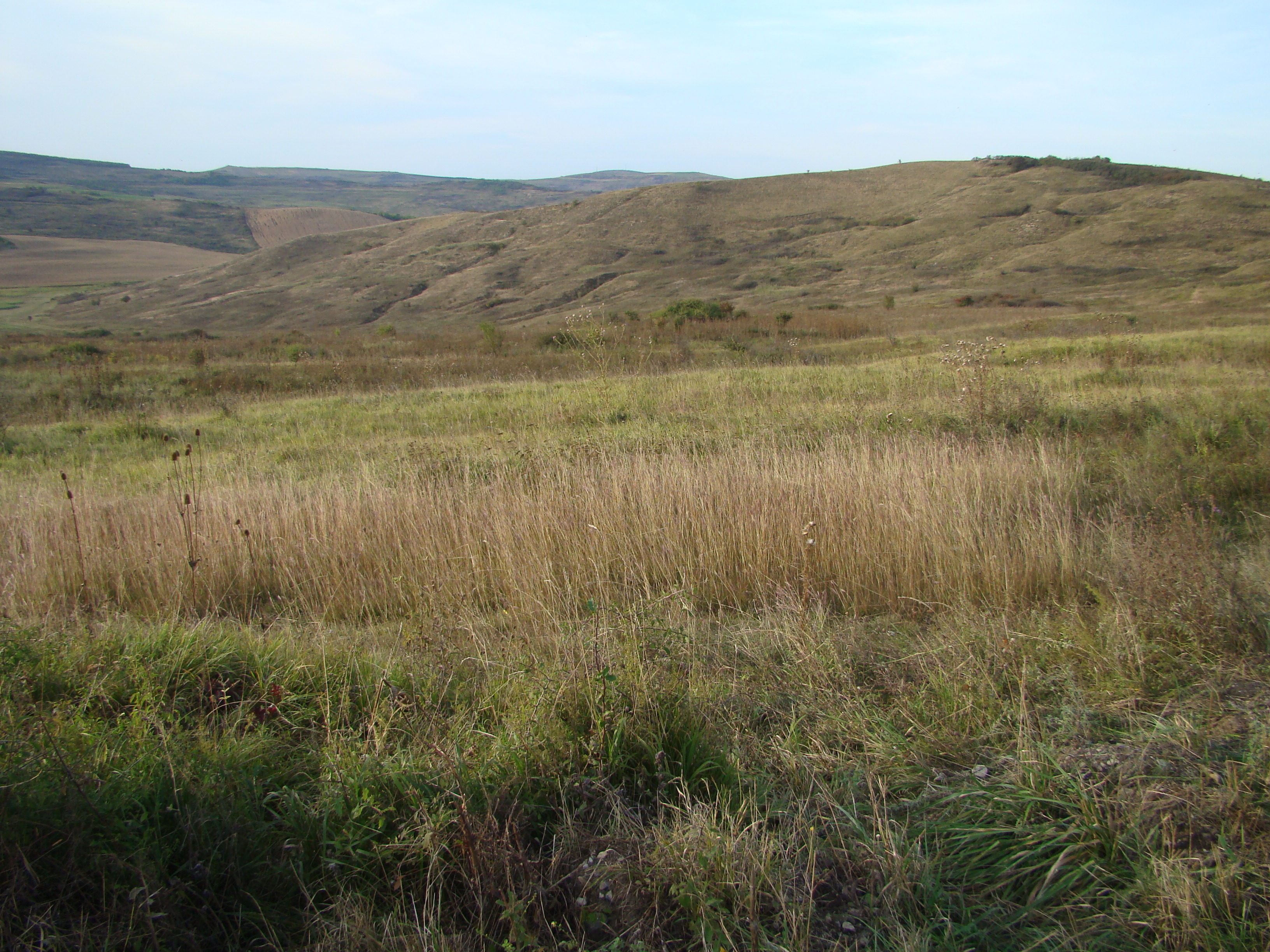
Coasta, județul Cluj
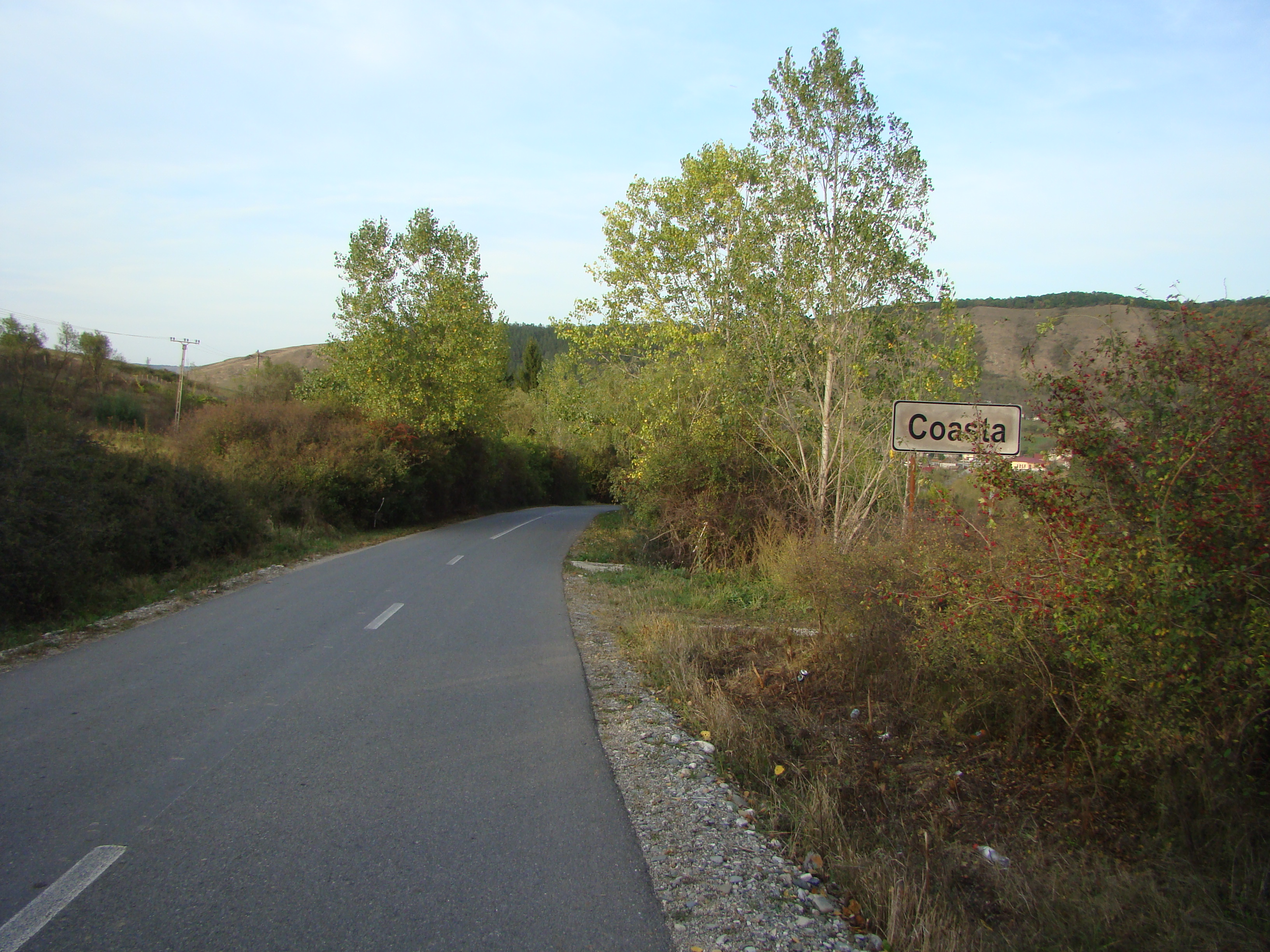
Intrarea în satul Coasta
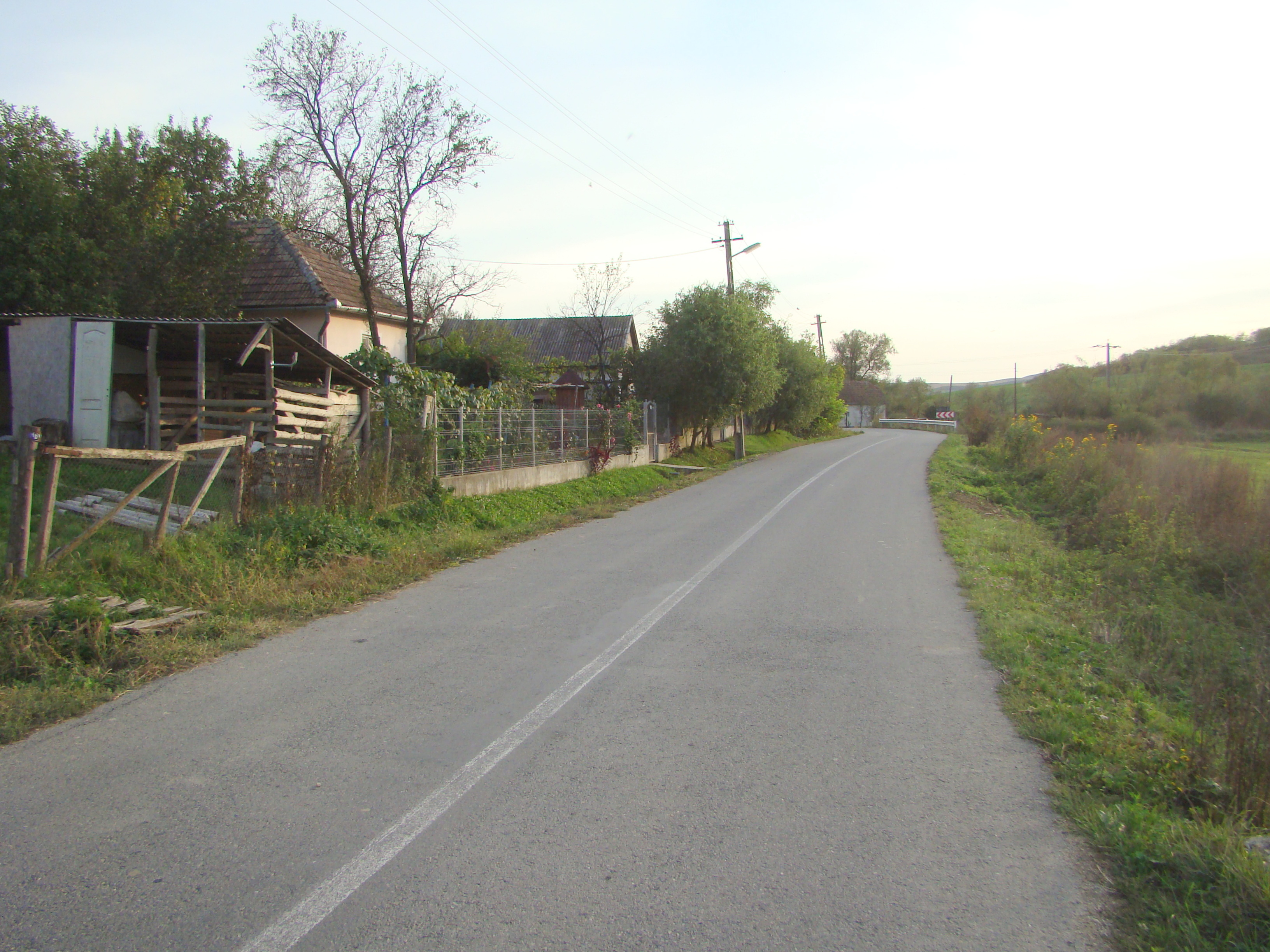
Coasta, județul Cluj
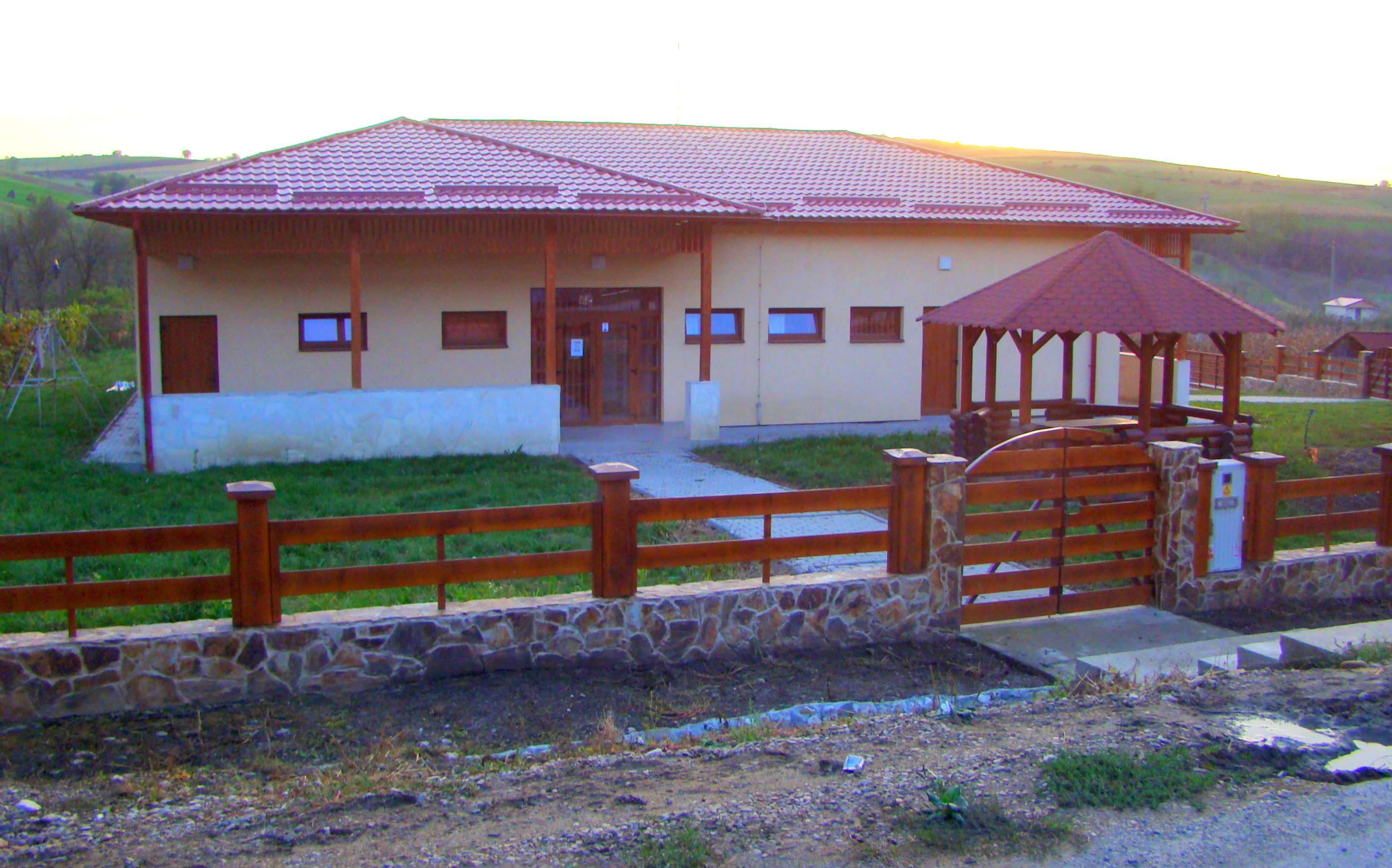
Căminul cultural din Coasta
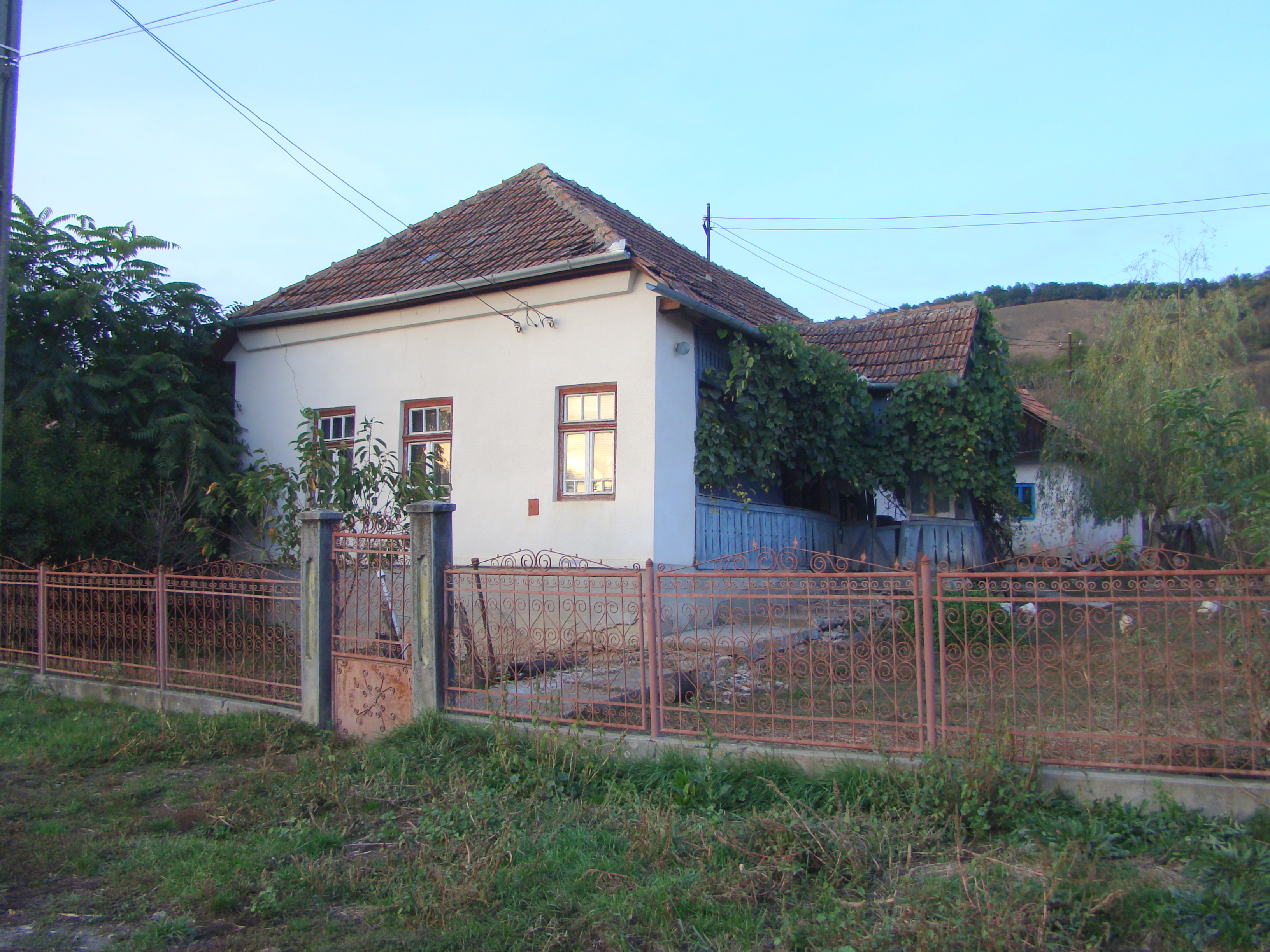
Coasta, județul Cluj
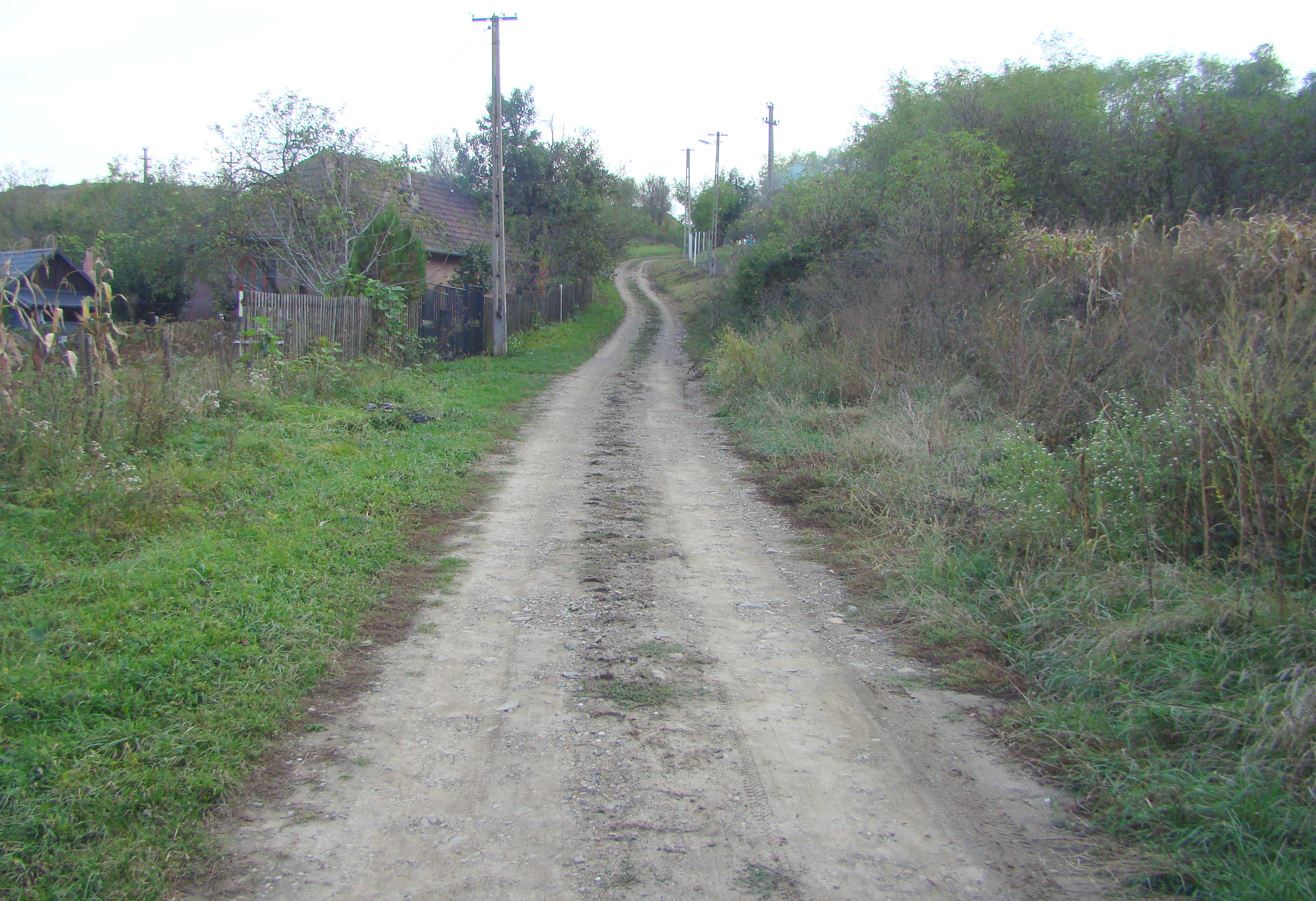
Coasta, județul Cluj
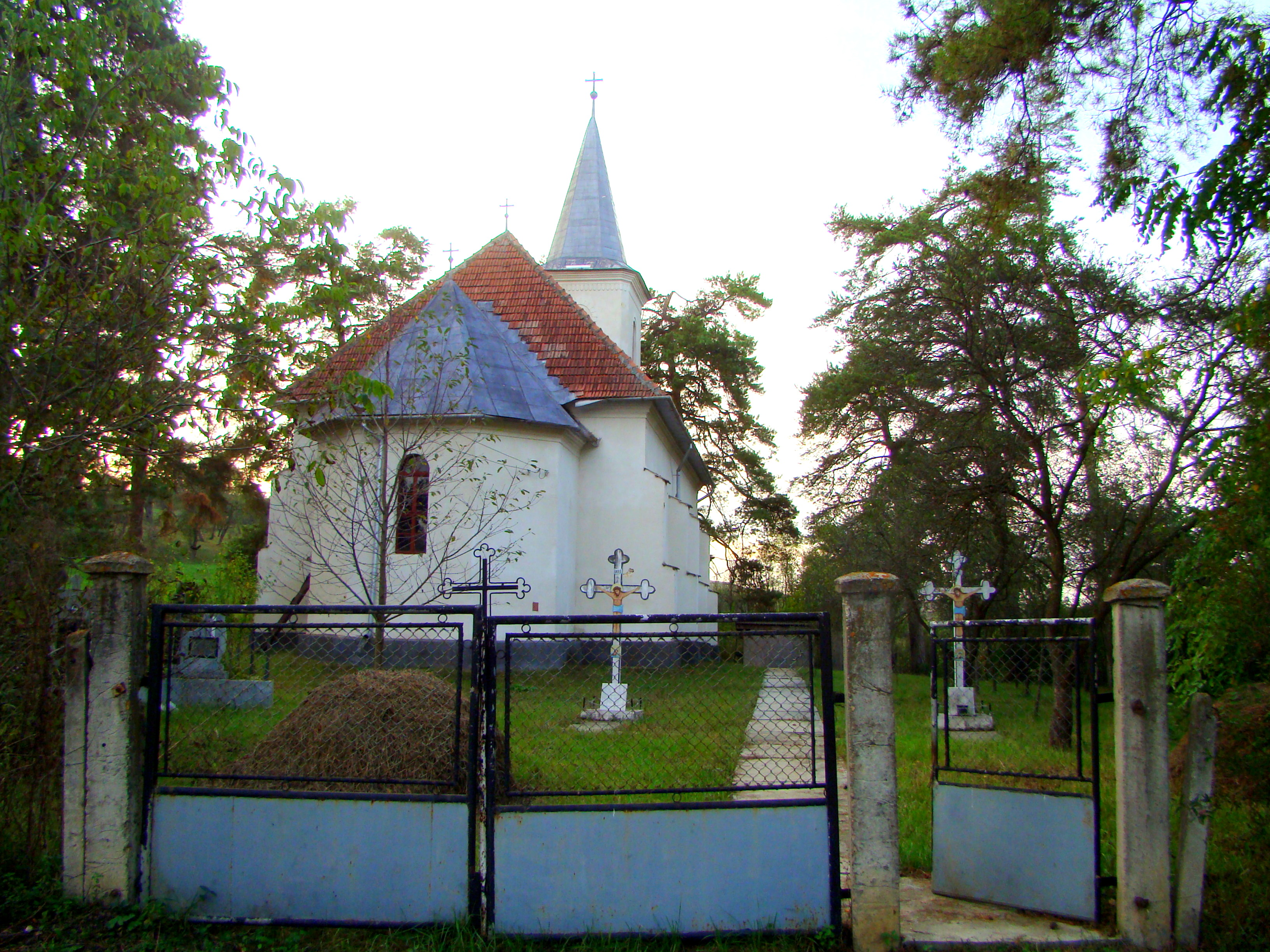
Biserica "Sfântul Nicolae" (1898)
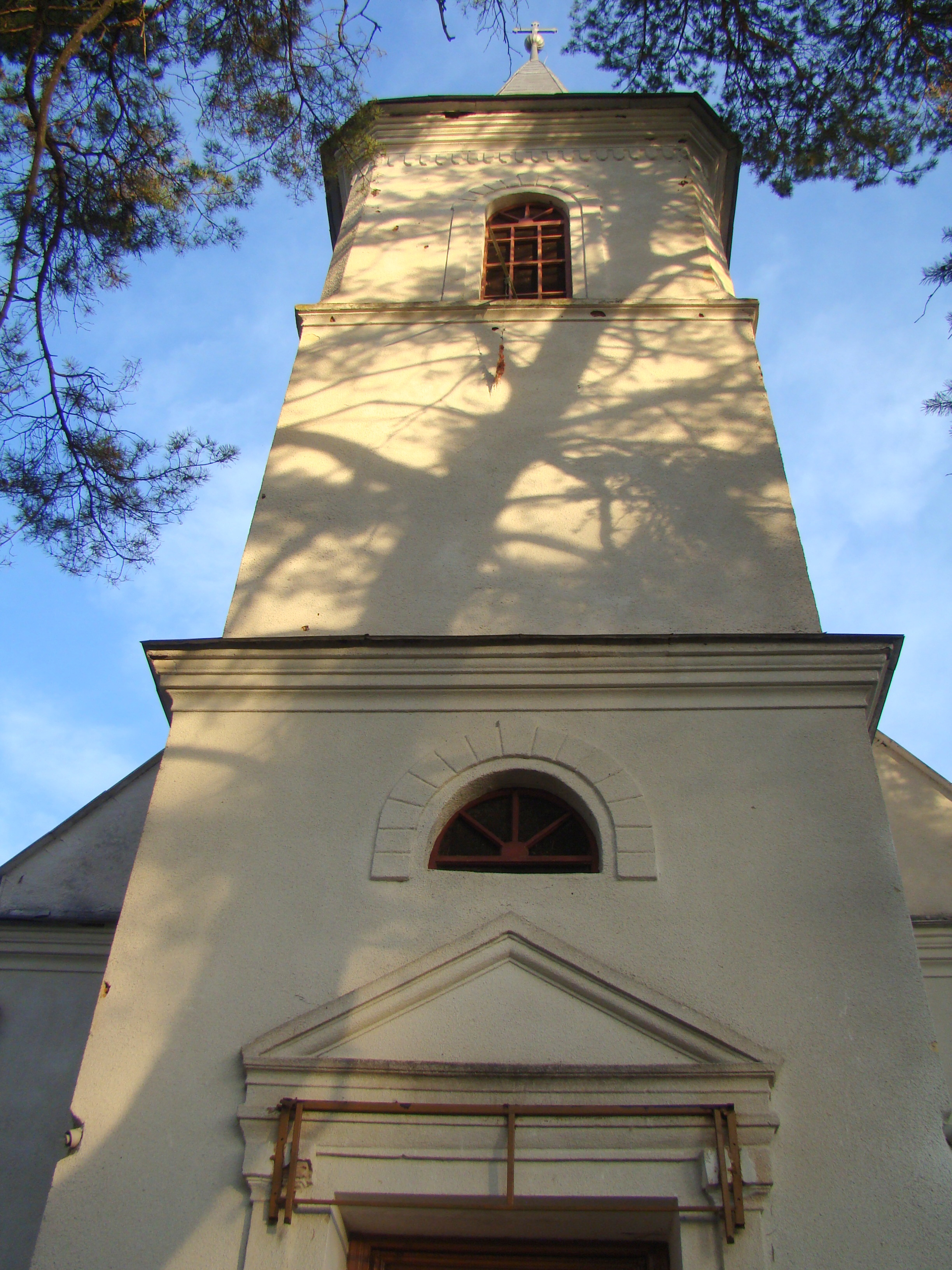
Turnul, adăugat în 1950
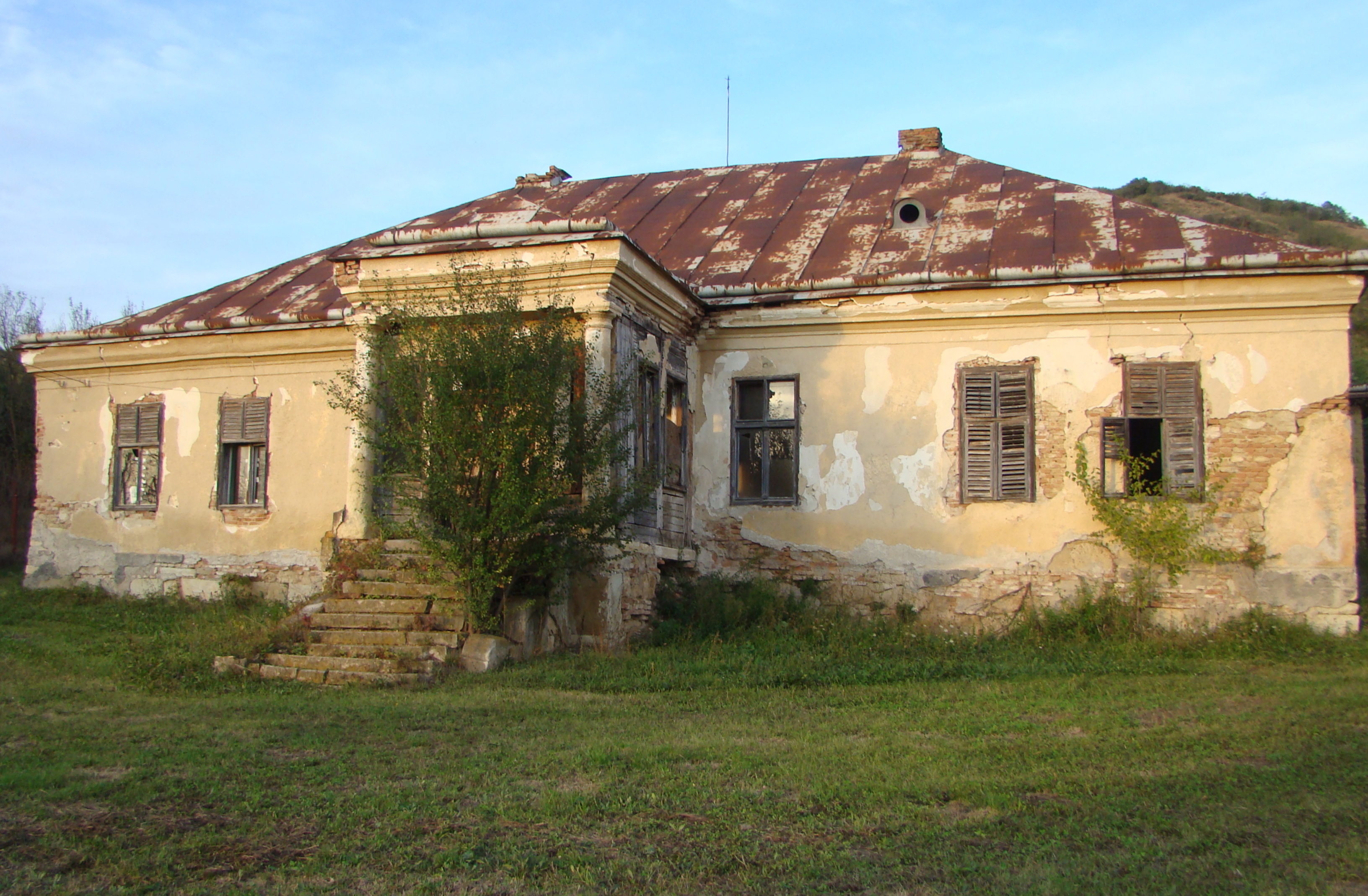
Conacul "Dujardin" din Coasta (monument istoric)
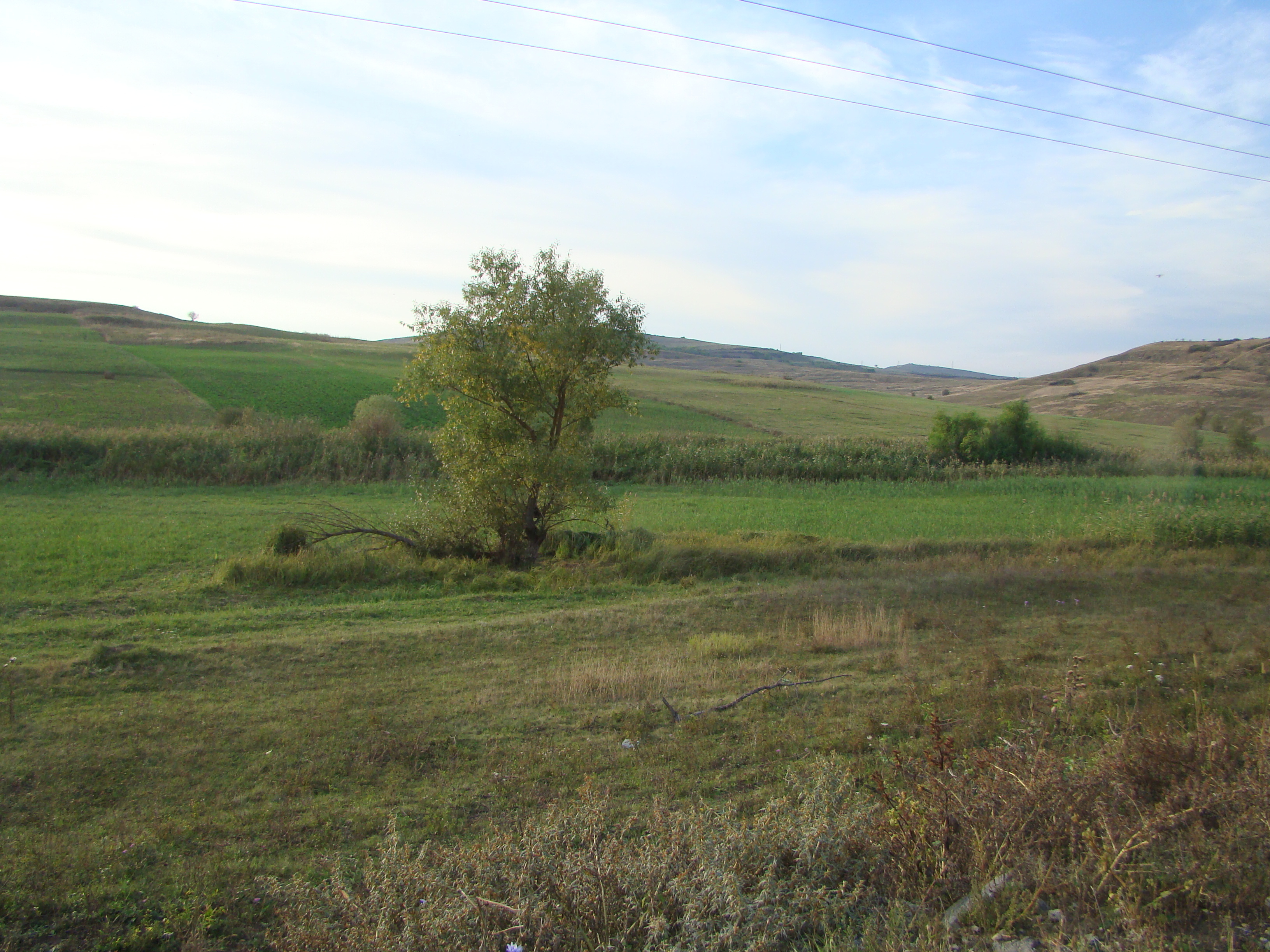
Coasta, județul Cluj
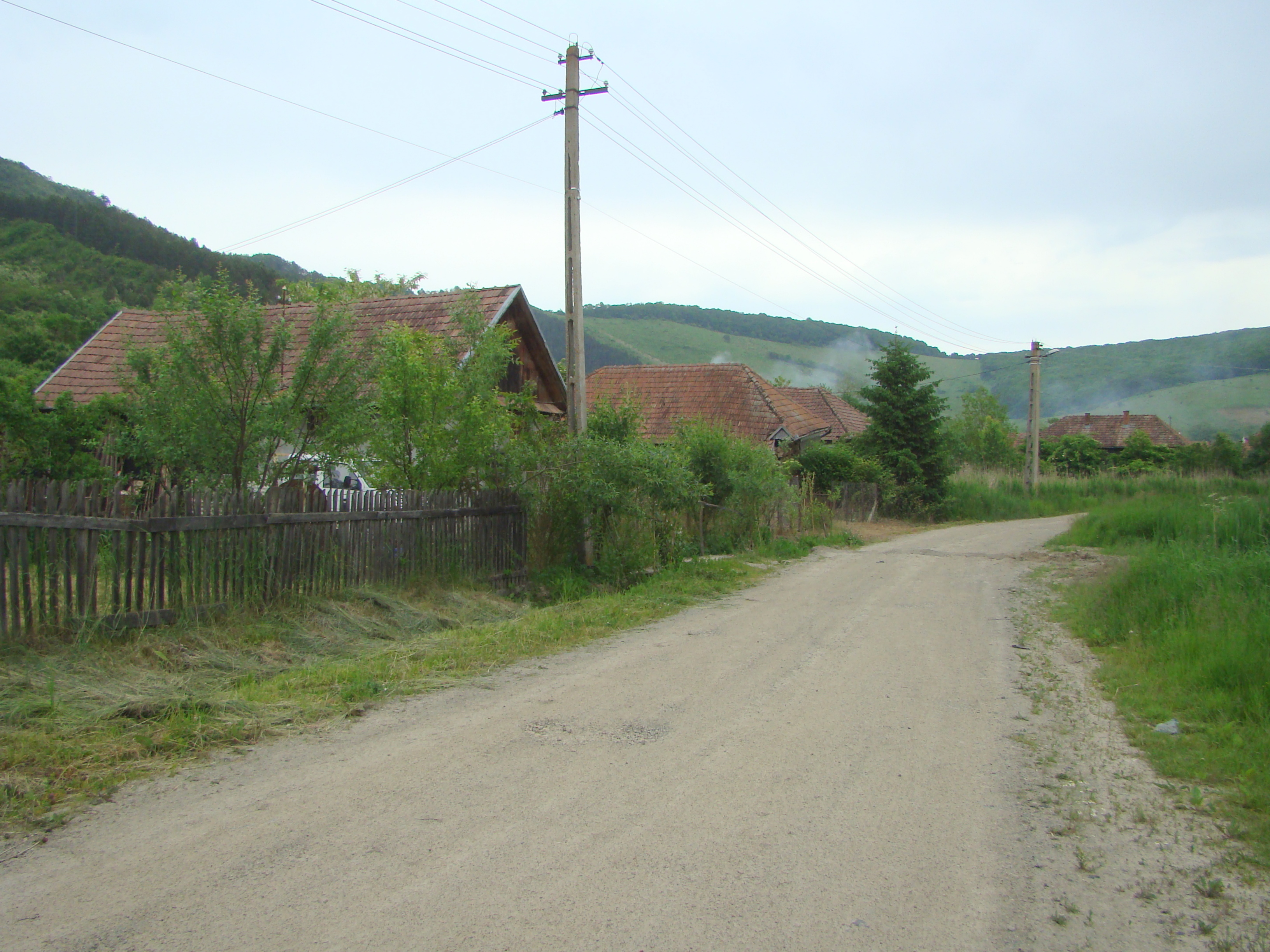
Tăușeni
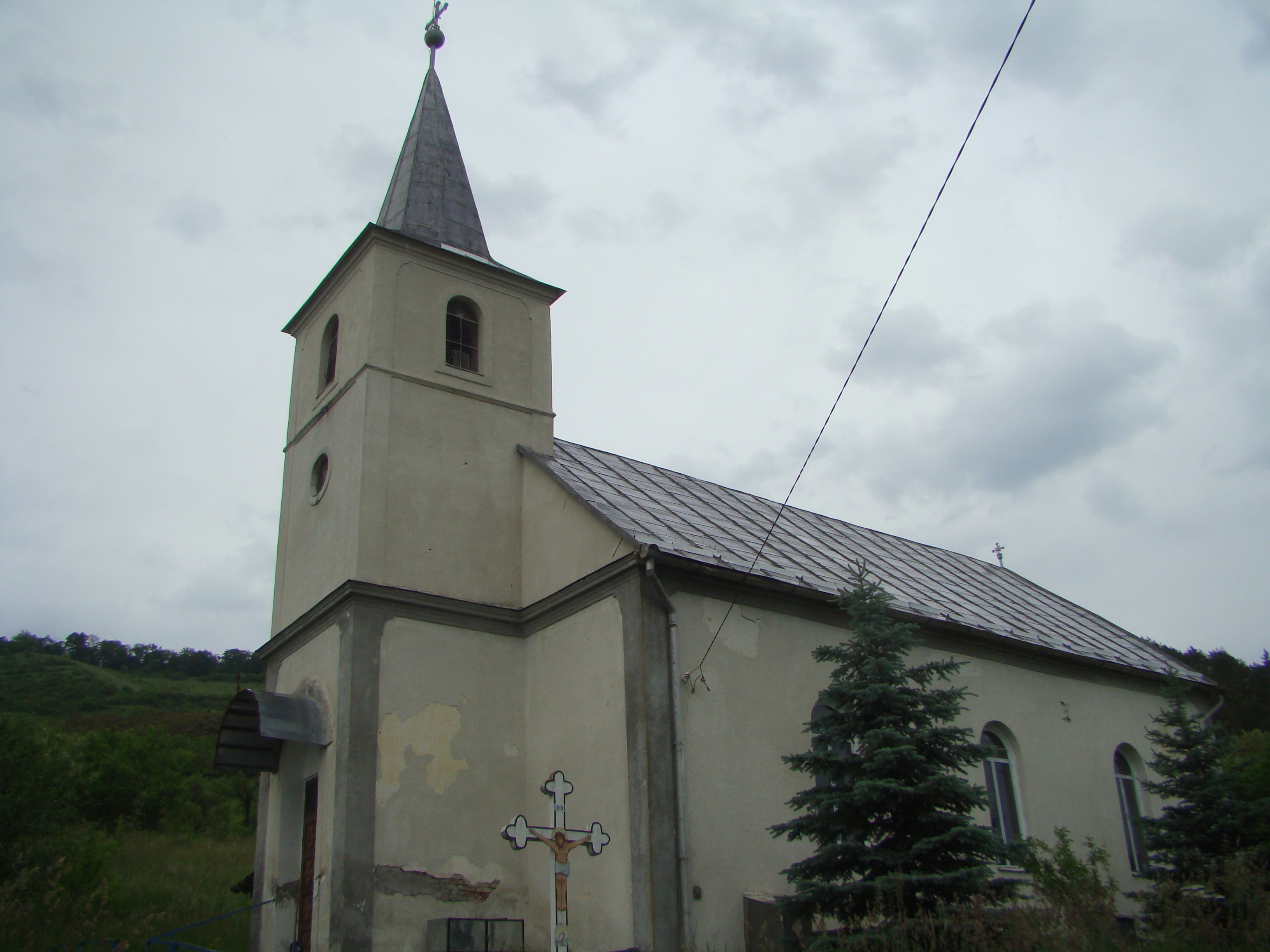
Biserica "Buna Vestire" (1912)
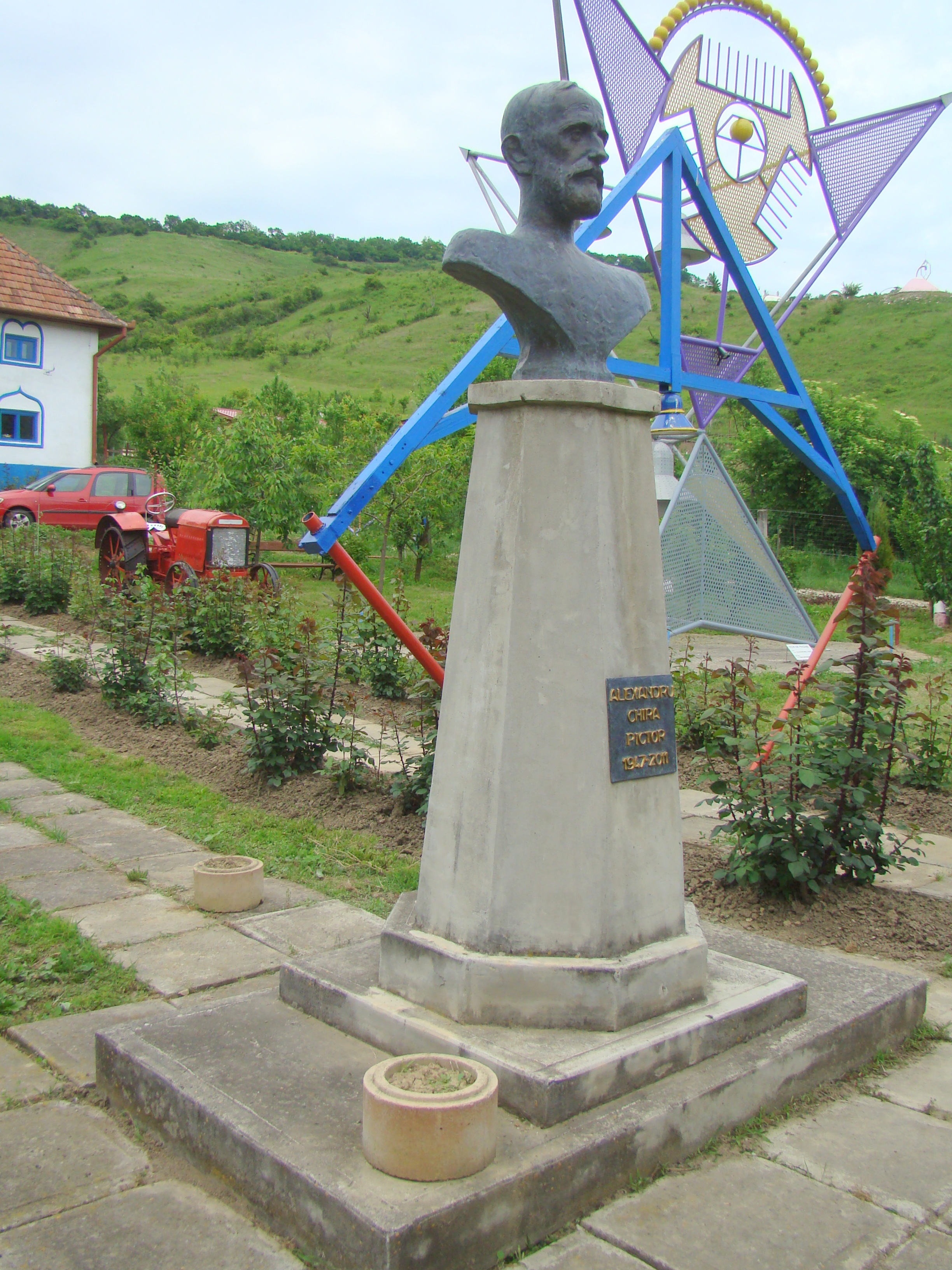
Bustul pictorului Alexandru Chira
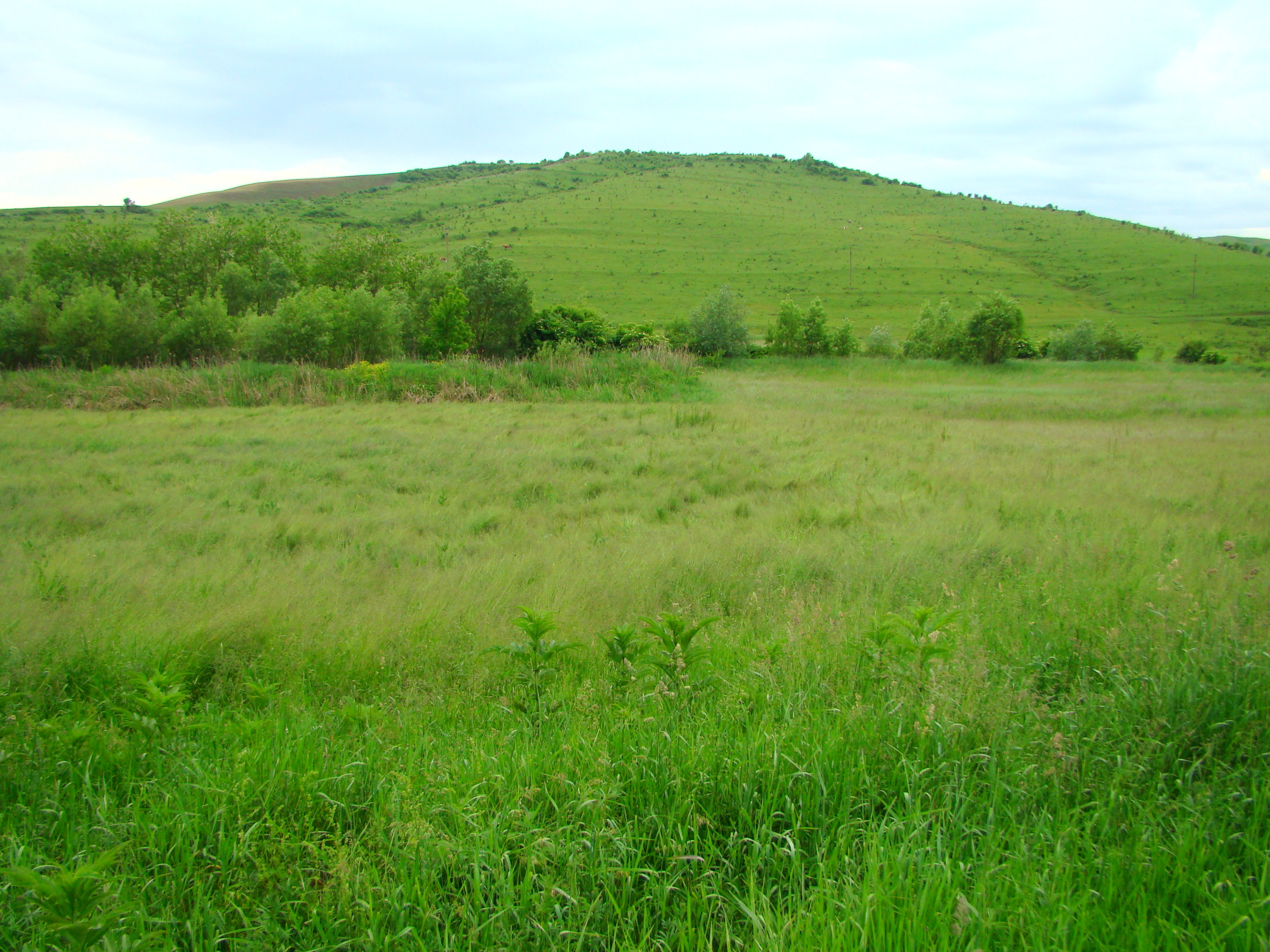
Tăușeni